# 江澤民之死
2022年11月30日12时13分，中国共产党“第三代中央领导集体核心”，曾任中共中央总书记、中华人民共和国主席、中央军委主席的前任中华人民共和国最高领导人江泽民，因患白血病合併多脏器功能衰竭，抢救无效在上海华东医院逝世，享年96岁。

## 背景

### 健康狀況
江泽民晚年甚少在公开场合露面，其健康状况常引起外界猜测，但知情人士往往谨慎避谈这一话题。其生前最後一次公开亮相是在2019年庆祝中华人民共和国成立70周年大会上——江泽民站在中共中央总书记习近平身旁，一同观看阅兵式和群众游行。
2022年10月，在中共二十大开幕前夕，社交媒体上流传两张疑似江泽民在同年8月17日庆祝96岁生日时的照片，这可能是江泽民生前的最后公开影像。在2022年10月16日开幕的中共二十大上，江泽民虽然名列大会主席团常务委员会成员，但由于身体原因，未能出席大会。
2022年11月13日，网络传出消息称，中国内地将管制互联网，称「百度的朋友接到通知，做好APP置灰准备，內容全部变灰，开屏广告全停，不知道有啥大事」，引发网民揣测江泽民的身体健康状况。前中国外交部部长李肇星侄女、香港卫视记者秦枫更在当日发表微博称“江水东流去”，外界猜测其指江泽民病危甚至已经逝世。
據自由亞洲電台引述「一位接近江家的人士」的消息，江泽民自2022年11月26日起病情急转直下陷入昏迷状态。
据新华社报道，在江澤民病重期間，黨和國家領導人前往医院看望江澤民。

## 治丧

### 消息公布
2022年11月30日16時30分，中国国家级官方媒体陆续开始發布《告全党全军全国各族人民书》，正式公布江澤民逝世的消息。
2022年11月30日18时，中国中央电视台新闻频道播发了《告全党全军全国各族人民书》以及《江泽民同志治丧委员会名单》和《江泽民同志治丧委员会公告（第1号）》，由主播潘涛和宝晓峰身穿深色西裝播报，开始和结束时配有江泽民的黑白遗像以及哀乐。當晚19時播出的《新闻联播》重播了同樣內容。

### 治丧安排

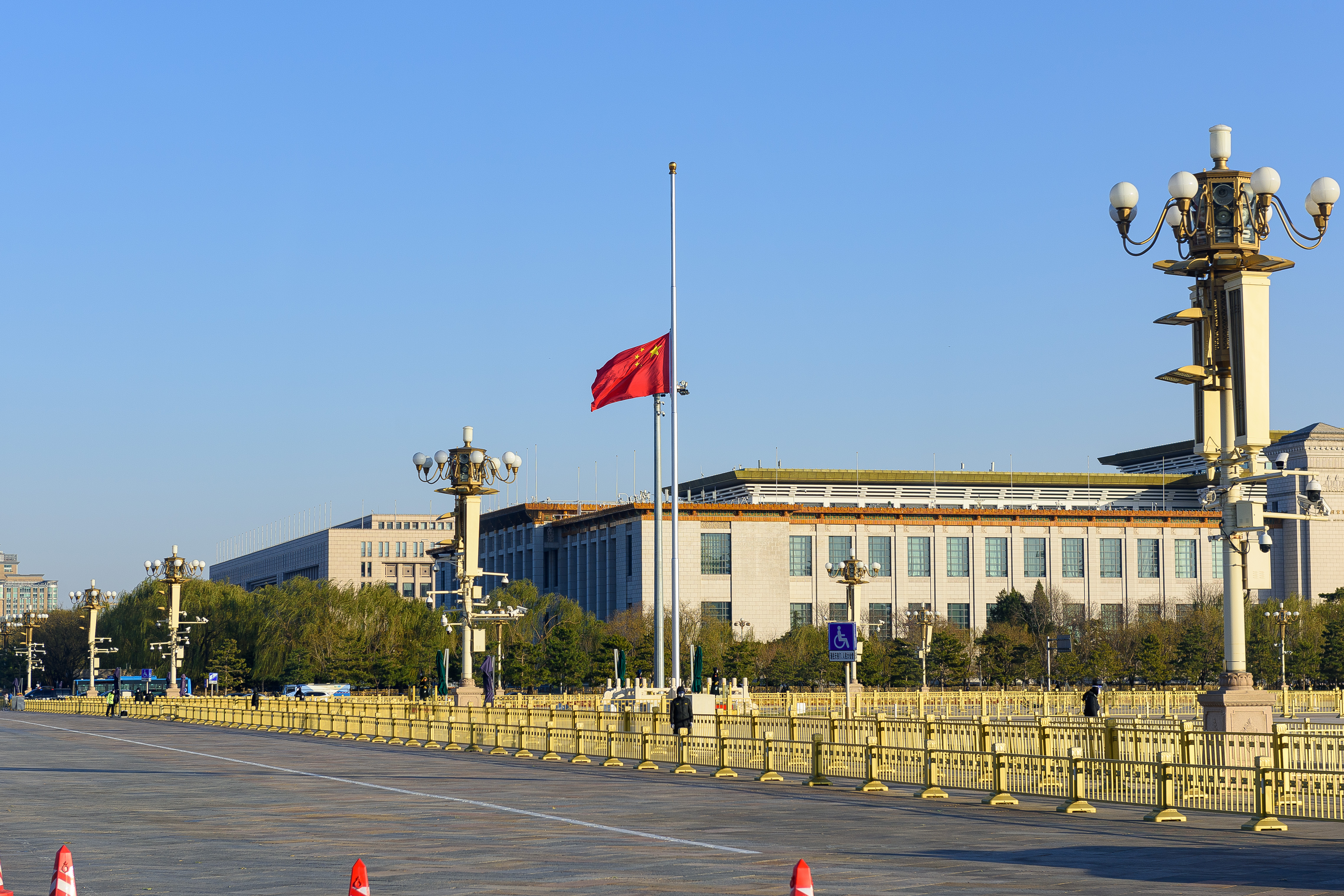
天安门广场12月1日降半旗

根据江泽民同志治丧委员会名单，由中共中央总书记、国家主席、中央军委主席习近平担任治丧委员会主任委员；其他现任及在世前任中共中央政治局常委、委员，全国人大常委会副委员长，国务委员等党和国家领导人和第二十届中央委员及候补委员任治丧委员会委员。
治喪委員會在其發布的第1号公告中決定，北京天安門、新華門等地下半旗致哀，港澳中聯辦、駐外使領館設靈堂。公告同時宣布，依照中華人民共和國慣例，將不會邀請外國人士參加悼念活動。
2022年12月1日18时，新华社播发《江泽民同志治丧委员会公告（第2号）》，宣布将于12月6日10时在北京人民大会堂举行追悼大会；不安排遗体告别仪式。因江泽民曾是中共第三代领导核心，其一系列追悼安排规格基本比照1997年前任最高领导人邓小平逝世后的追悼活动，比1995年逝世的前中顾委主任陈云和1998年逝世的前国家主席杨尚昆两位中共元老都要高，但比1976年时任最高领导人毛泽东逝世后的追悼活动规格要低。届时，中国大陸全境、中华人民共和国驻外使领馆及其他驻外机构下半旗志哀，停止公共娱乐活动一天；追悼大会默哀时，全国人民默哀3分钟，有汽笛的地方鸣笛3分钟，防空警报鸣响3分钟。
另据北京市公安局12月3日晚发布的通告，五棵松桥（不含）经复兴路、石景山路至上庄大街南口（近八宝山革命公墓）12月5日将采取交通管制措施。经过上述地区的公交、地铁也临时做出调整。尽管公告没有交代专项活动的内容，但从封锁路线及时间看，不难猜测是与江泽民遗体移送八宝山火化有关。

### 起灵与移靈

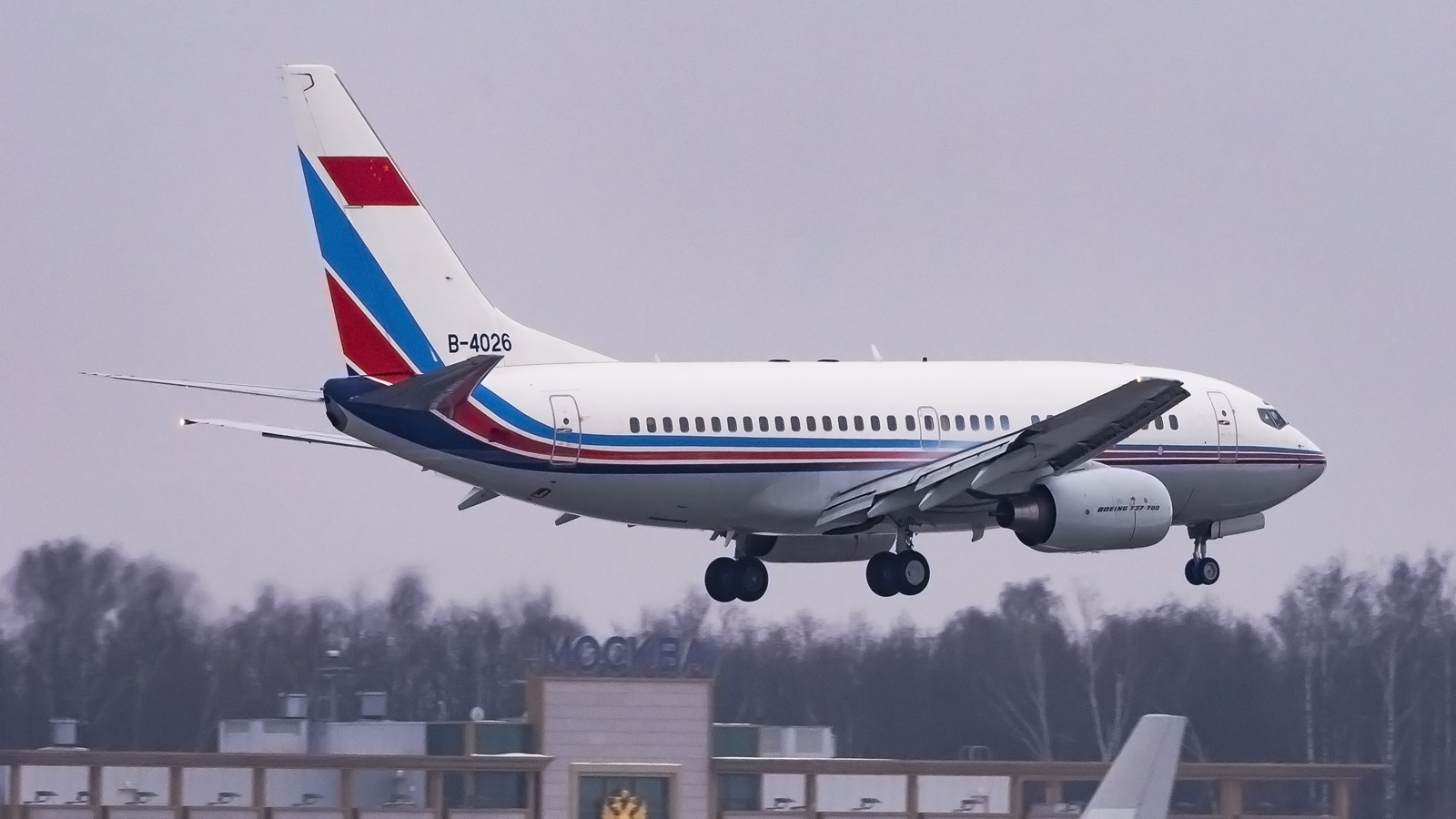
中国人民解放军空军派与原准备作为江泽民专机的波音767-300型飞机注册号相同的波音737-700型专机（机号B-4025）承担江泽民灵柩的移灵任务。（图为同型号同涂装、机号为B-4026的飞机）

2022年12月1日中午12时10分，江泽民起灵仪式在上海华东医院告别室举行。之后，江泽民的靈車由多輛警車開路護送下駛離醫院，靈柩將移往上海展览中心友誼會堂。靈柩在駛往展覽中心的途中沿途均有民眾夾道送別，有人手持「江澤民同志您永遠活在我們心中」的輓聯，亦有上海交通大学的學生拉起「學長一路走好」的橫幅。12月1日下午，陸續有上海的官員抵達上海展覽中心友誼會堂準備弔唁，随后护送灵柩至上海虹桥机场。
当日15時55分，江澤民的靈柩在中共中央政治局常委兼中央书记处书记蔡奇、治丧委员会办公室有关人员及江泽民家属等的护送下通过中国人民解放军空军专机運抵北京西郊機場，中共中央总书记习近平等在任正国级党和国家领导人前往迎灵。在京中共中央政治局委员、中共中央书记处书记；全国人大常委会副委员长、国务委员、最高人民法院院长、最高人民检察院检察长、在京全国政协副主席以及中央军委委员也到北京西郊机场迎灵。

### 火化儀式
2022年12月5日早上10时45分，江澤民遺體火化儀式在北京八寶山革命公墓舉行。习近平、李克强、栗战书、汪洋、李强、赵乐际、王沪宁、韩正、蔡奇、丁薛祥、李希、王岐山等黨和國家領導人，中共中央、全国人大常委会、国务院、全国政协、中央军委、国家监委、最高人民法院、最高人民检察院领导，各民主党派中央、全国工商联主要负责人和无党派人士代表，江泽民生前好友到中国人民解放军总医院第二医学中心（原南楼临床部）为江泽民送别，并护送江泽民的遗体到八宝山革命公墓火化。前中共中央总书记胡锦涛也前往医院为江泽民送别。举行火化儀式期间，解放军总医院、复兴路、八宝山革命公墓一带交通管制，八宝山革命公墓清晨5点半已有警车停驻，6点半开始从解放军总医院到公墓路段及周边区域实行交通管制，禁止其他车辆和行人通行，禁止机动车停放。复兴路上有警车、武警部队车辆、特警车辆值守。

### 追悼大会
2022年12月6日10时，江泽民的追悼大会在北京人民大会堂举行，由中共中央政治局常委蔡奇主持。追悼大会开始时首先默哀，中國人民默哀3分钟，有汽笛的地方鸣笛3分钟，防空警报鸣响3分钟。哀悼后奏唱中华人民共和国国歌，随后中共中央总书记习近平致悼词。悼词结束后，全场向江泽民遗像三鞠躬，并奏国际歌。

### 海葬仪式
依其生前的职位等级和待遇，江泽民骨灰本应被葬于八宝山革命公墓，但江泽民生前曾表示希望自己身后骨灰撒在长江和大海。中国共产党第一代领导核心及第一任中央委员会主席毛泽东与中华人民共和国第一任总理周恩来、第二任国家主席刘少奇、第二代领导核心及第一任中央顾问委员会主任邓小平同样未下葬八宝山革命公墓；除毛泽东的遗体被永久保存在毛主席纪念堂之外，其餘三人的骨灰皆实行海葬。
2022年12月8日，上海海事局发布公告称9日07:50至09:20扬州舰在黄浦江进行工作，期间采取水上管制措施。
2022年12月11日上午，中共中央政治局常委、中央书记处书记蔡奇陪同江泽民的亲属，从中南海来福堂护送江泽民的骨灰盒前往北京西郊机场，11时05分载护专机（机号B-4083）飞抵上海虹桥机场，随后蔡奇陪同江泽民的亲属护送骨灰前往吴淞军港，登上扬州舰。12月11日中午12时35分，在蔡奇和江泽民亲属等人的陪护下，江泽民的骨灰按其生前意愿在长江入海口撒入长江大海。

## 各方反應

### 中华人民共和国

#### 官方反应

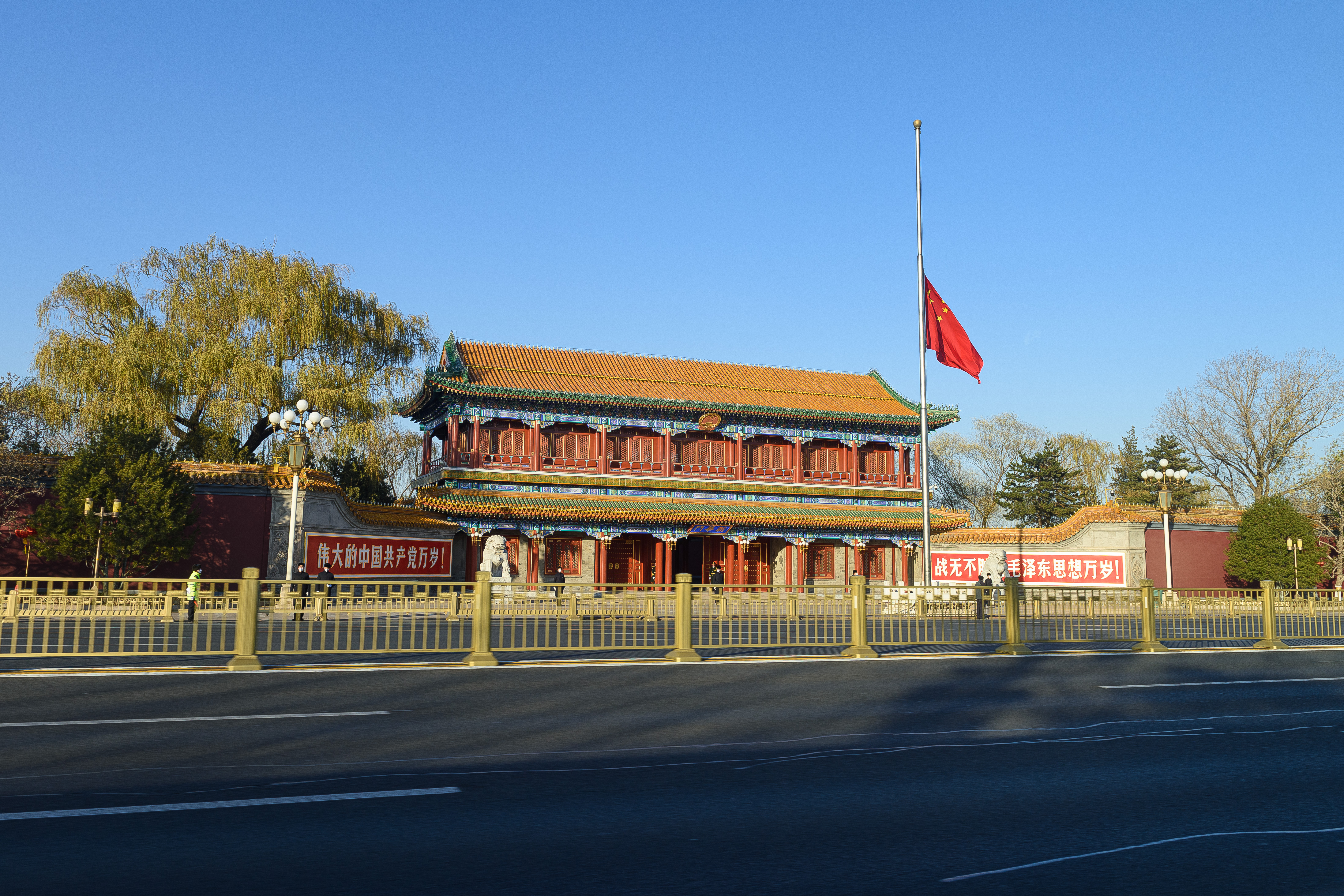
中共中央、国务院驻地中南海正门新华门下半旗致哀。

- 中共中央總書記、國家主席、中央軍委主席習近平和寮國人民革命黨中央總書記、寮國國家主席通倫·西蘇里會面时向通倫提及江澤民逝世消息。習近平表示，江澤民同志因病搶救無效逝世，他是享有崇高威望的卓越領導人，偉大的馬克思主義者，偉大的無產階級革命家、政治家、軍事家、外交家，久經考驗的共產主義戰士、中國特色社會主義偉大事業的傑出領導者、中國共產黨第三代中央領導集體的核心，「三個代表」重要思想的主要創立者。習近平說，「我們沉痛悼念江澤民同志，將化悲痛為力量，按照中共二十大的部署，為全面建設社會主義現代化國家，全面推進中華民族偉大復興而團結奮鬥」。[36][37]
- 江澤民逝世消息公布後，政府各部門網站，如中华人民共和国国务院、中华人民共和国外交部、国务院台湾事务办公室等各級政府網站，紛紛改為黑白界面。[38]
- 中国证监会公告称，在2022年12月6日上午江泽民同志追悼大会默哀期间，中国大陆证券期货市场临时停市3分钟，默哀结束后恢复交易。中国人民银行也发布公告，在追悼大会默哀期间，中国大陆银行间债券市场、货币市场、外汇市场、票据市场、黄金市场临时停止交易3分钟。[39]

#### 媒體反应
- 自《告全党全军全国各族人民书》发布时起至2022年12月7日19时，全國各行政區（包括港澳地区）电视台台标转为黑白，中國中央電視台和各省市县電視台的新闻字幕条全部改为灰色或者蓝色，新聞主播全部改为穿黑西裝或素色衣服，繫上黑領帶播報新聞。[40]絕大部分媒體網站（如《人民日報》、新華社、中央廣播電視總台旗下中央電視台、中國環球電視網、中國國際廣播電台及中央人民廣播電台）改为黑白页面誌哀。[38]
- 12月2日，新華社刊發萬字長文回顧「江澤民偉大光輝的一生」。文章指，江澤民的一生，是光輝的戰鬥的一生。在70多年的革命生涯中，他對共產主義理想堅貞不渝，對黨和人民無限忠誠，矢志不移為黨和人民事業而奮鬥。除外，文章亦稱，黨的十三屆四中全會以後，在國內外形勢十分複雜、世界社會主義出現嚴重曲折的嚴峻考驗面前，江澤民帶領黨的中央領導集體，緊緊依靠全黨全軍全國各族人民，捍衛了中國特色社會主義偉大事業，成功把中國特色社會主義推向二十一世紀，建立了永不磨滅的功勳，贏得了全黨全軍全國各族人民衷心愛戴和國際社會廣泛讚譽。[41]新華社亦同日發表第一組12張江澤民生平照片。[42][43]12月3日，新華社發表第二組12張江澤民生平照片。[44][45]
- 紙媒方面，12月1日的《人民日報》、《光明日報》、《解放軍報》等官报頭版均以同一版式登载江澤民逝世消息。大標題是黑框的「敬爱的江澤民同志永垂不朽」，以及中共中央等五大機構告全黨全軍全國各族人民書，右上角則是官方的評價：「江澤民同志是我黨我軍我國各族人民公認的享有崇高威望的卓越領導人，偉大的馬克思主義者，偉大的無產階級革命家、政治家、軍事家、外交家，久經考驗的共產主義戰士，中國特色社會主義偉大事業的傑出領導者，黨的第三代中央領導集體的核心，『三個代表』重要思想的主要創立者。」左下方配有江泽民大幅遗像。[46][47]
- 追悼期期間，中国大陆地区所有綜藝節目和娱乐性较强的劇集都停播7天，電視台抽換娛樂節目，改播“主旋律”电视剧、纪录片等，整個中國大陸在中共二十大后再度進入幾乎「全禁娛」狀態。在這星期，社交媒體均進入「主頁黑白、娛樂停播、廣告停投」的狀態，以悼念江澤民。[48]而12月6日江泽民追悼大会举行之日为全国哀悼日，故按照惯例，当天中国大陆各广播电视频道取消商业广告播出。不过作为例外，2022年國際足協世界盃賽事则仍照常直播報道（包括北京时间12月6日当天进行的比赛），但中國中央電視台綜合頻道内地版在江泽民逝世后临时中断了世界盃賽事轉播（一直至北京时间12月9日举行的四分之一决赛起恢复直播，港澳版因版权问题不参与转播），央视自制的片头片花等在治丧期间也被降低色彩饱和度；中國大陸互聯網轉播平臺咪咕视频的比賽畫面一度改成黑白色，之後恢復彩色。[49]在广东省，广东广电网络所转播的TVB翡翠台在哀悼期内播出的部分综艺节目（例如45日环游日本、歡樂滿東華、開心無敵獎門人等）则被屏蔽，被替换上簡體字版的TVB纪录片《無窮之路》。[50]

#### 社会反应

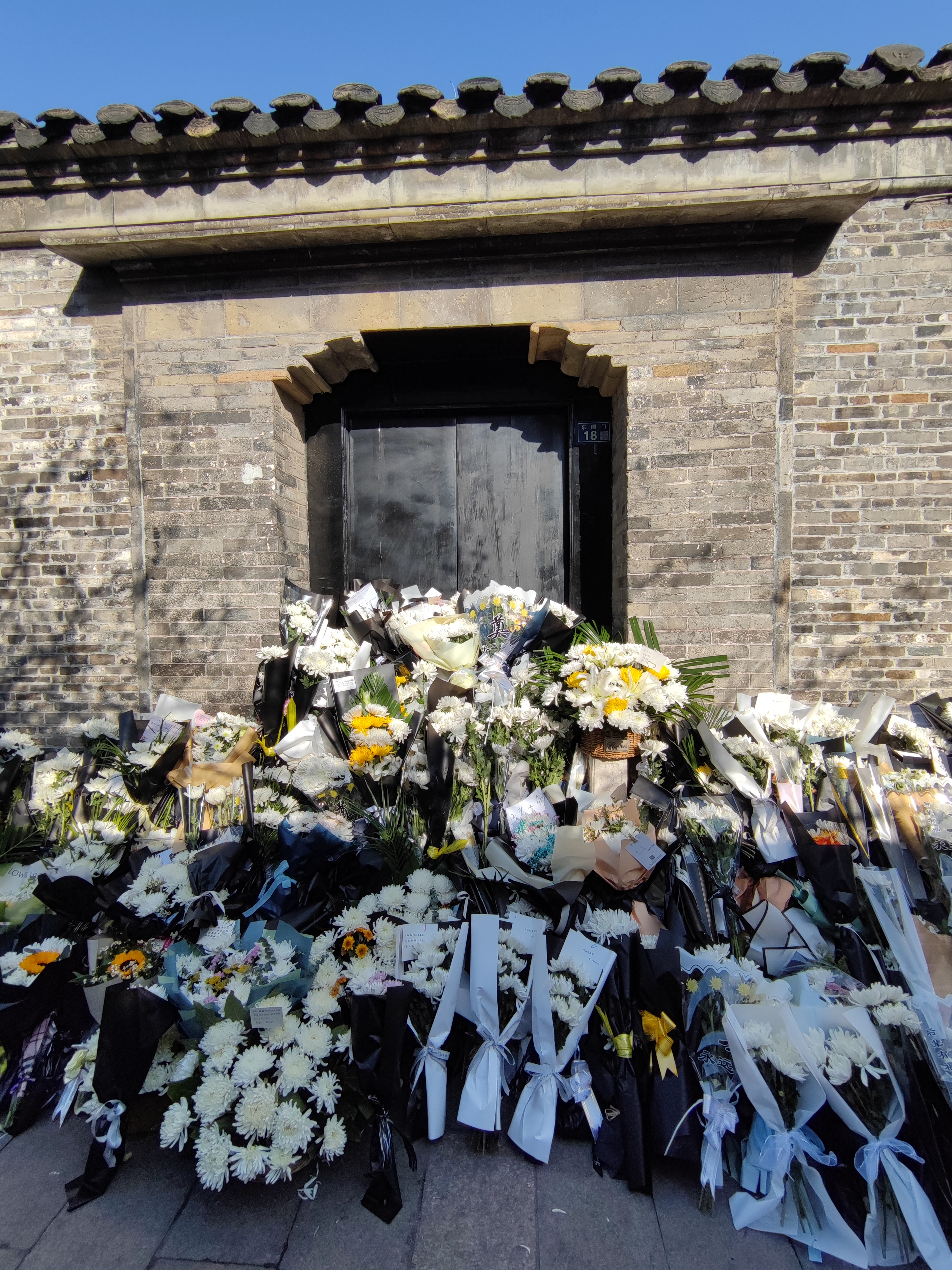
扬州江泽民旧居前有民众献花悼念

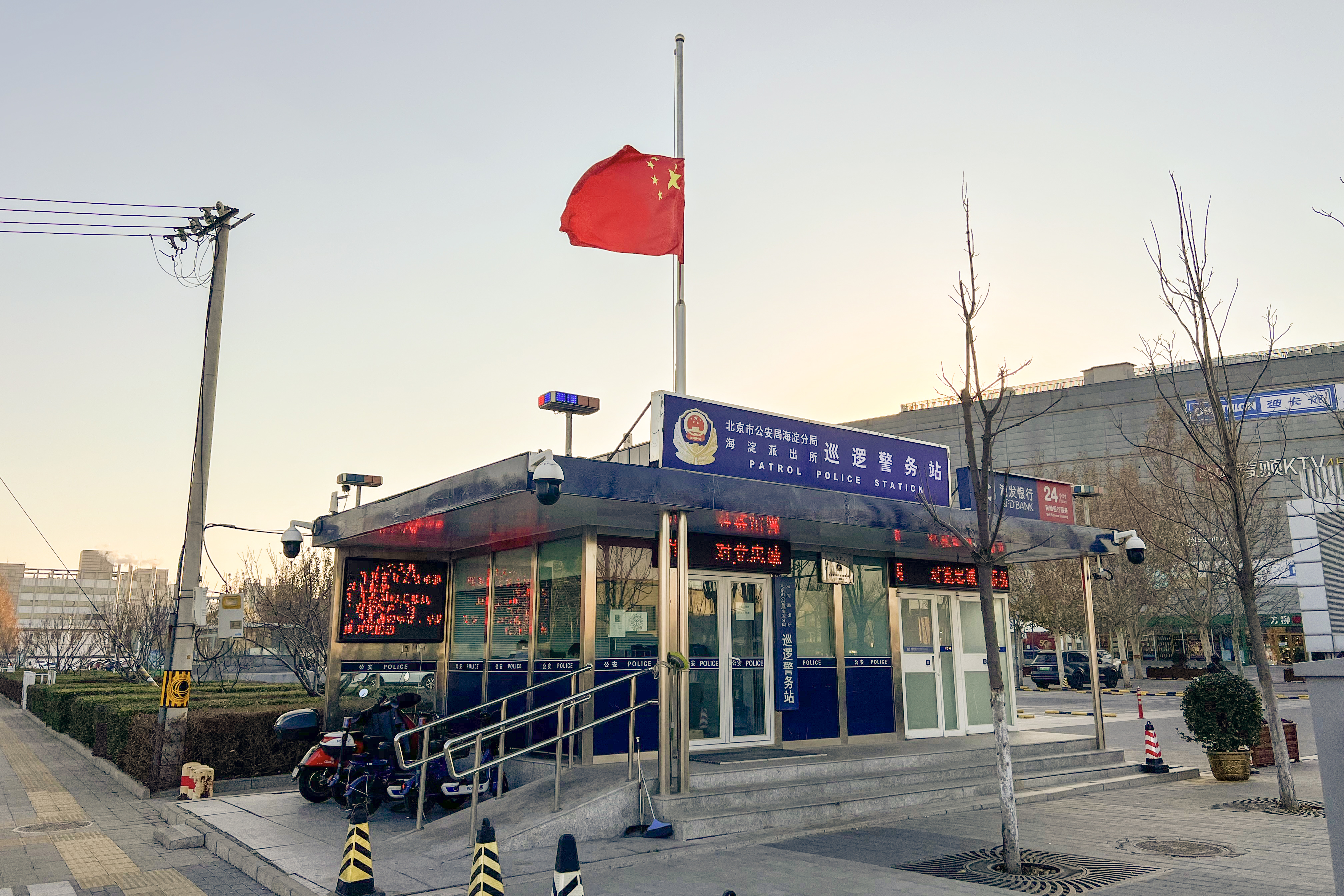
北京市海淀派出所巴沟巡逻警务站12月6日降半旗

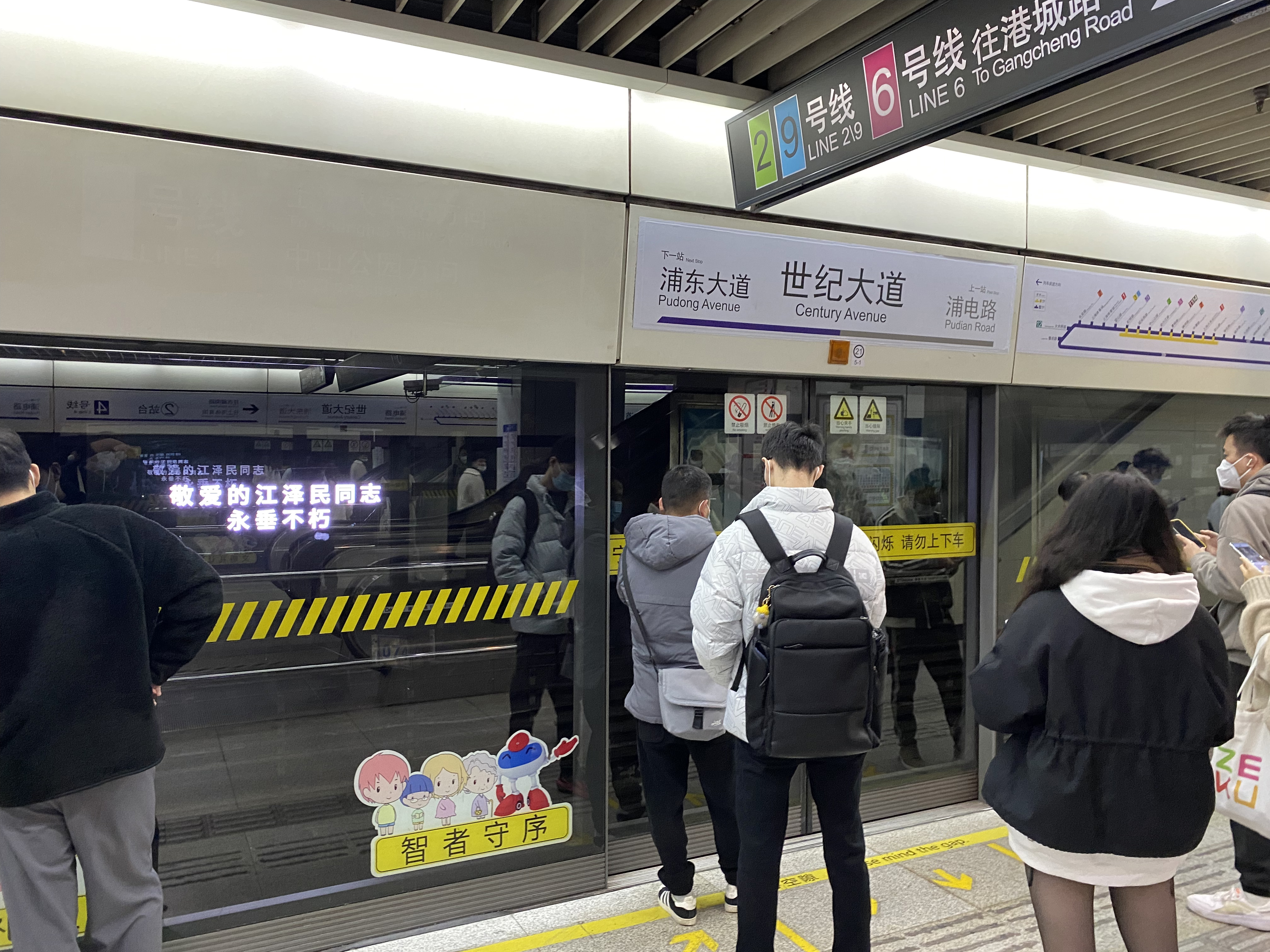
上海地铁世纪大道站12月6日暂停显示广告，取而代之显示“敬爱的江泽民同志永垂不朽”

- 網購平台淘寶、京東、拚多多；社交網站微博、Bilibili、小紅書和豆瓣将首页改為黑白或降低彩度達到近乎黑白色（知乎則完全黑白），悼念江澤民[38]，12月7日恢復正常顏色。在社交網站微博，除網絡版全版改為黑白色，全數和江澤民逝世消息有關貼文的「点讚」鍵改為菊花標誌，以悼念江澤民。亦有批評其做得過火，例如高德地圖連道路交通都變成黑白的，被批罔顧人民安全，不過政府機關7名政治局常委的照片仍特地改為彩色[51]。
- 原定于2022年12月1日或2日举办新品发布活动的中国科技企业小米、华为、vivo等均在新华社公布死讯后推迟了各自的新品发布活动。[52][53][54]而原定中国男子组合WayV将于12月9日发行的迷你四辑亦推迟，中国女子组合AKB48 Team SH的四周年演唱会也因此延期至12月10日。
- 江澤民逝世消息公布後，大批民众自發前往位於江蘇揚州東圈門的江澤民故居獻花懷念。除扬州当地市民外，中国各地亦有大批民众通过电子商务平台异地订购鲜花寄送。[16][55][56]
- 在江澤民母校上海交通大學校內，設置慶祝百年校慶的紀念碑上面有江澤民向母校寄語的碑文，有該校學生在紀念碑下獻花。而在教學樓之間的走廊，同樣放滿師生自發獻上的鮮花及卡片，寫上「江學長，一路走好」及其畢業照。[57]
- 為悼念已故中共中央總書記江澤民，中國男子籃球職業聯賽宣布將2022年12月6日舉行的3场比赛將延期至2022年12月7日和2023年1月19日舉行。[58]
- 武漢市台協會長蕭永瑞、廣州市台協常務副會長陳啓安、廈門市台協會長吳家瑩等表示，十分感念他（江澤民）為兩岸關係發展付出的心力和對台胞的關懷。而大陸全國台企聯會長李政宏指出，「追思江澤民先生的功績與貢獻，我輩台商台胞應更加積極努力，把握新的歷史機遇，促進兩岸交流合作、融合發展，推進兩岸和平統一，來告慰江澤民先生。」[59]
- 12月6日，全國追悼大會在北京人民大會堂舉行，大會現場直播，全國民眾默哀三分鐘，有汽笛的地方鳴笛三分鐘，防空警報鳴響三分鐘，但不會舉行遺體告別儀式。周二當天全國和駐外使領館，及其他駐外機構下半旗致哀，停止公眾娛樂活動一天[60]。当天上午10时，上海地铁全线网列车将就近停靠站台3分钟并鸣笛，车站投放广告的电子显示屏统一变为黑底白字“敬爱的江泽民同志永垂不朽”[61][62]。
- 12月4日，Valve開發的射擊遊戲《反恐精英：全球攻势》（CS:GO）中国区宣布12月6日停服一日，[63]以悼念中國共產黨已故第三代領導核心、前中共中央總書記江澤民。[64]12月5日，腾讯旗下《王者荣耀》《英雄联盟手游》《英雄联盟》《地下城与勇士》、网易旗下《第五人格》《阴阳师》、米哈游旗下《原神》、西山居旗下《剑网3》《剑网3缘起》《双生视界》等多款游戏宣布将于12月6日停服一天。[65][66][67][68]
- 12月6日当天，北京环球度假区（包括北京环球影城主题公园、北京环球城市大道、环球影城大酒店和诺金度假酒店）遵照国家有关重要活动安排暂时关闭，北京环球影城主题公园、北京环球城市大道于12月7日恢复运营，此前已临时关闭的环球影城大酒店和诺金度假酒店的恢复运营时间另行通知。[69]

#### 香港特別行政區

##### 政府反應
- 2022年12月1日至6日，特區政府主要政府建築物、立法會及司法機構將國旗和區旗下半旗致哀。[70]2022年11月30日晚上至12月7日下午，香港政府多個部門和部分公營機構網頁首頁皆轉為黑白。[71]其中香港天文台網頁首頁中的天氣實况、衛星圖、雷達圖等前亦換成黑白色，引來網民批評難看清楚。其後部分圖像恢复顏色。[72]
- 2022年12月2日，香港教育局宣布要求所有提供本地課程的中小學校、特殊學校、幼稚園；備有旗杆的國際學校和只提供非本地課程的私立中小學及幼稚園，須在追悼大會舉行當日，國旗和區旗下半旗誌哀。另外，教育局亦建議學校停辦所有慶祝活動、安排師生收看追悼大會直播，以及按自身情況安排當日10時起默哀三分鐘。[73][74]
- 2022年12月4日，香港郵政宣布，為配合香港特別行政區政府就悼念前國家領導人江澤民的安排，於12月6日（周二）發行的「《13点》漫畫」特別郵票及相關郵品將延期至12月7日（周三）起在全線郵政局發售。[75]
- 2022年12月5日，香港醫管局宣布在不影響臨床或患者服務的前提下，員工應莊重地站立在工作崗位默哀三分鐘，當日醫管局組織的娛樂及慶祝活動將延期或取消，同時醫管局亦會下半旗致哀。[76]
- 2022年12月5日，香港司法機構公布，所有司法人員和司法機構職員（提供緊急服務人員除外），將會在工作崗位站立默哀3分鐘。在默哀期間，所有法庭將會休庭及法庭服務會暫停。所有原訂明日上午10時開始的法庭聆訊將延至完成默哀後開始。[77]
- 2022年12月5日，機場管理局表示，已向全體員工發出網上連結，員工可自願觀看前國家領導人江澤民的追悼大會，及在工作地點默哀三分鐘。機管局的附屬公司亦有同樣安排。機場行政大樓指定地點亦設有觀看直播追悼大會的安排，讓員工自願觀看。[78]
- 香港行政長官李家超對江澤民逝世表示深切哀悼，並代表香港特區向江澤民家屬致以深切慰問。他形容江澤民為中共第三代中央領導集體的核心，「三個代表」重要思想的主要創立者，為國家開創全面改革開放局面，堅持「和平統一、一國兩制」方針，實現港澳順利回歸；認為江澤民是公認享有崇高威望的卓越領導人，實現港澳順利回歸，貢獻偉大，他和特區政府將繼續全力以赴，全面準確貫徹落實一國兩制。[79][80]
- 2022年12月6日，即江澤民追悼大會當天，港府將組織香港行政會議、所有政策局及部門、境外辦事處同步默哀3分鐘，當日所有由政府舉辦或資助的娛樂及慶祝活動，將延期或取消。[81][82]
- 2022年12月6日，特區政府將在全港十八區安排直播追悼大會，方便市民收看直播及默哀。[83][84]

##### 中央駐港機構
- 2022年12月5日，香港中聯辦、駐港國安公署、外交部駐港特派員公署幹部職工在遺像前肅立默哀、三鞠躬，表達對江澤民同志的崇高敬意和深切緬懷。[85]

##### 政界反應
- 香港立法會主席梁君彥代表全體立法會議員對江澤民逝世表示深切哀悼。[86]
- 香港立法會議員、新民黨主席、行政會議召集人葉劉淑儀對江澤民逝世感到十分傷感，致以沉痛哀悼，並對其家人致以最深切慰問。葉劉淑儀提到身任第一屆特區政府保安局局長時，她兩次負責他來港的保安工作，認為江澤民予人印象和藹可親且風趣幽默，他曾經親筆題字「明天會更好」，祝願香港擁有美好前景。他對一國兩制充滿信心，並且非常支持香港，他這份熱愛香港的情懷令她銘記於心。[87]
- 香港新民黨在社交平台Facebook發貼文表示，江澤民先生是中國共產黨第三代中央領導集體的核心，也是「三個代表」重要思想的偉大創立者。在上世紀八十至九十年代，堅持改革開放和社會主義現代化建設的道路，帶領中國創造國力與經濟的奇蹟，讓國家與人民走向富強與小康社會，也在國際舞台上建立重要地位。該黨對江澤民逝世表達沉痛哀悼，深切懷念江澤民對國家與香港的貢獻，期望國家未來繼續傳承江澤民的重要治國思想，全面推進中華民族偉大復興而團結奮鬥。[88]
- 全國政協副主席、首任香港特區行政長官董建華對江澤民逝世表示沉痛哀悼。董建華表示，一直堅信江澤民是偉大、英明的政治家和領袖，成功帶領1997年香港回歸，落實「一國兩制，港人治港」的國家方針。董建華表示會懷念他。[89]
- 全國政協副主席、香港特区前行政長官梁振英在社交網站沉痛哀悼江澤民，讚揚在江泽民的親自關懷和指導下，香港社會克服了種種困難障礙，如期按照《基本法》規定成立香港特別行政區和第一屆政府，落實「一國兩制」，港人治港，高度自治，為和平統一大業踏出重要第一步。他表示，1997年7月1日江澤民在特區成立慶典上莊嚴宣告中國政府恢復對香港行使主權，形容是「彪炳中華民族史冊的千秋功業」，他亦提到，「江澤民主席始終關心和支持香港的社會經濟發展，維護香港的長期繁榮穩定，並通過內地改革開放和社會主義現代化建設，為香港社會提供新的和更大的發展空間」，1999年親自為位於灣仔會展的回歸紀念碑題字。最後，他寄予，香港社會要繼續全面準確貫徹落實「一國兩制」方針，不忘回歸初心，為國家的完全統一和現代化建設，為中華民族的偉大復興，為香港的繁榮穩定貢獻力量，並以「江澤民主席永垂不朽」結尾。[90]
- 2022年12月1日悼念活動首日，香港特首李家超及其領導班子、前特首林鄭月娥、中聯辦主任駱惠寧及其他中央駐港機構負責人、多名紀律部隊首長、行會召集人葉劉淑儀、行會成員林健鋒、任志剛、廖長江、立法會主席梁君彥、財委會主席陳振英及內會副主席馬逢國等人親自到場弔唁，各人配戴白色襟花，分批在江澤民遺照前肅立三鞠躬。[91]
- 2022年12月2日，基本法委員會副主任譚惠珠；全國政協常委陳馮富珍、林淑儀、文化體育及旅遊局局長楊潤雄、以及陳智思、譚志源、陳曼琪和鄺美雲等多位港區人大代表陸續前往中聯辦悼念，亦有多達110餘名全國政協委員及120餘名工商界代表、60餘名宗教界代表、30餘名醫衞界代表、31名社福界代表、25名婦女界代表、120餘名僑界代表和500餘名地區基層代表專程赴中聯辦弔唁。[92][93][94]
- 2022年12月2日，立法會內務委員會在開會前舉行默哀儀式，全體委員肅立一分鐘悼念江澤民。[95]
- 2022年12月2日，民協主席廖成利與屯門區議員甄紹南、黃虹銘，民協執委李炯，以及已離黨的前主席馮檢基帶同鮮花到中聯辦悼念江澤民。回歸時以臨立會議員身分，與江澤民會面的廖成利指，很懷念江澤民的開明、開放態度，他的大樹風範及幽默風趣，形容在江的領導下，香港是很繁榮的社會，而他也是推動一國兩制，及成功令國家走向世界，相信港人都很懷念他。至於民協有否討論一起來悼念一問，廖指今次屬自發行動，幾位一起來表示心意。[96]
- 2022年12月3日，行政會議成員，民主思路召集人湯家驊連同民主思路成員前往中聯辦弔唁，他表示江澤民見證香港回歸，個人已深入民心，「他的去世，我想很多香港或中国的人都感到很悲哀。」他稱很懷念當時江對香港發展所有努力，印象很深刻。[97]
- 2022年12月5日，2017年特首選舉參選人、前法官胡國興、前運輸及房屋局局長陳帆及前立法會主席曾鈺成前往中聯辦到場悼念。[98]

##### 社會反應

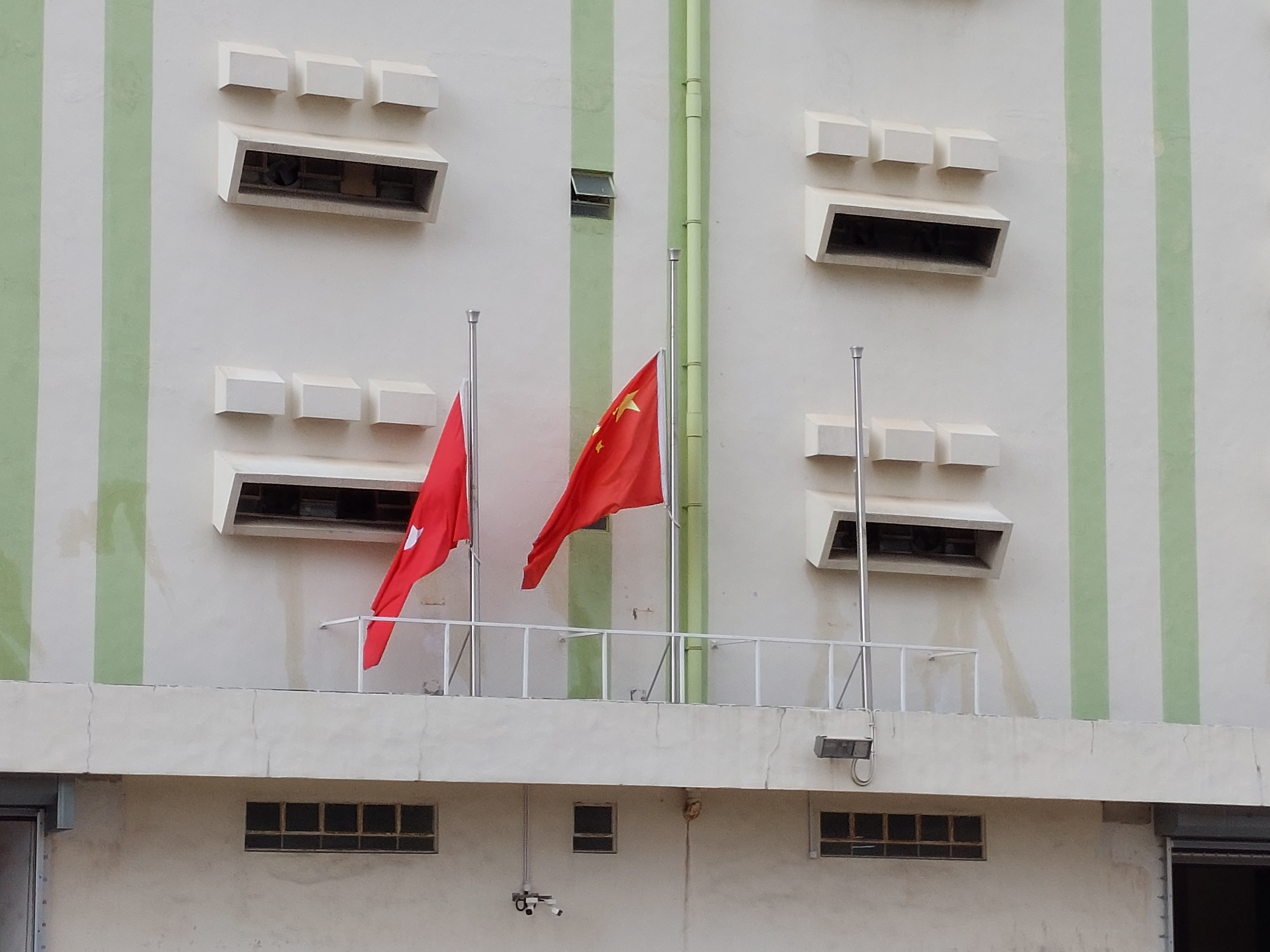
華潤沙田冷倉於江澤民逝世後，將國旗及區旗下半旗致哀

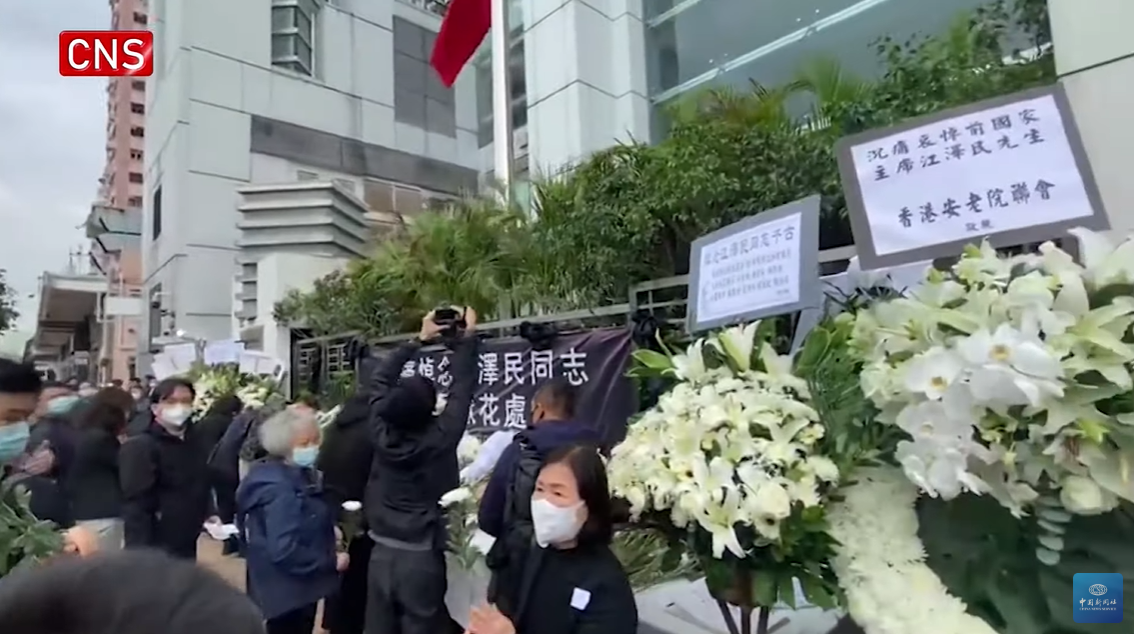
12月3日，香港中聯辦外擺放了鮮花

- 駐港國有企業均於其辦事處或貨倉外，懸掛已下半旗的國旗及區旗。
- 《大公報》、《文匯報》、香港電台、now新聞和商業電台等香港多家傳媒把网站或標誌改為黑白色。[99]
- 除東方日報之外，香港絕大數紙質報章在12月1日至6日皆把其標誌改為黑白色。
- 從2022年12月1日起，香港中聯辦当日下午2時半開始，至追悼大會舉行之日，在辦公樓內設靈堂，接受香港各界弔唁，弔唁者須提前致電預約，嚴格遵守特區防疫規定，進入中聯辦大樓須掃「安心出行」，並出示當天快測陰性證明、或24小時內核酸檢測陰性證明，同時出示健康碼藍碼及測量體溫，著裝肅穆，不攜帶手袋等物品，全程佩戴N95或以上標準口罩[100]。2022年12月1日早上，有大批市民到香港中聯辦門外悼念，有人大讚江澤民政績彪炳，有人緬懷其個人魅力。有市民得知中聯辦設靈供弔唁消息後立即拋下工作，從北角趕到西環，他大讚江澤民能以英語回答記者問題：「我當爺爺咁尊重佢。」除外，亦有人舉起印有「永遠敬愛的江澤民同志」或抱著江澤民照片悼念，人龍一度排至行人天橋。[101]2022年12月2日，繼續有大批市民前往中聯辦悼念，有市民對江澤民的離世表示惋惜，認為「他是比較偉大的領導人」，仍深刻記得江就香港回歸的問題上說過「河水不犯井水[102]」，指他在任期間對香港回歸作出貢獻。[93]而《明報》拍攝到有一批悼念者身上穿上印有社團名字的風衣到場，而他們在悼念後乘旅遊巴離開。而記者追問社團名字時卻遭一名中年男子阻止。而部分弔唁者亦獲安排乘坐旅遊巴或私家車離開。[103]2022年12月3日，繼續有大批市民前往中聯辦悼念，有家庭都帶同小孩前來弔唁，指希望令小朋友認識國家歷史。[97]12月4日，中聯辦總部外出現人龍，亦有老師帶領制服團隊獻花。[104]

- 2022年12月2日，商界人士陸續前往中聯辦悼念，包括新地董事局主席郭炳聯、新地執行董事郭基煇、郭基泓到場悼念。[92][93]
- 2022年12月3日，基本法委員會前副主任梁愛詩、電視廣播有限公司董事局主席許濤以及多位大學校長到設在中聯辦大樓的靈堂弔唁悼念。[105]
- 2022年12月5日，前高等法院法官羅傑志前往中聯辦悼念。他表示，江澤民曾任中共總書記和國家主席，是重要人物，他作為江澤民主政年代的法官，前來悼念以表尊重，是很合適的舉動。[106]
- 2022年12月4至5日，中聯辦大樓外的弔唁區擺有社團獻上的花圈，有身著印有社團名的風衣的人集體到場。有長者表示「跟社團來」，部分弔唁者，包括一批批長者，獲安排乘坐旅遊巴或私家車離場。[107][106]
- 為方便未能到中聯辦現場弔唁的市民，有網民專門製作了弔唁江澤民的網站。截至12月2日17時，已有近7萬名市民網上獻花。不少市民在網站留言「江主席，我們永遠懷念你！」「感謝你為祖國和香港回歸做出的卓越貢獻」，表達對江澤民的緬懷。[94]
- 2022年12月2日，在入境事務處學員結業會操儀式開始前，全場人士站立默哀一分鐘，悼念江澤民。[108]
- 2022年12月2至5日，為表對江澤民「以表尊重」，香港迪士尼樂園宣布將暫停「迪士尼星夢光影之旅」表演停止煙火及煙花效果，其網頁亦轉為黑白色。而香港海洋公園則取消原訂12月6日舉行的聖誕節活動傳媒預覽，其官方網站的主頁亦已轉為黑白色。[109][110]
- 2022年12月2日，海濱事務委員會宣布取消在灣仔海濱舉行的聖誕亮燈儀式。原定12月3日舉行的工作坊及歌舞表演亦會暫停，改為本月10日起一連3個周六及聖誕節當日舉行。[111]維港沿岸及荃灣7片海濱休憩空間的聖誕燈飾裝置，6日將暫停亮燈一天。[112]
- 2022年12月3日，香港旅遊發展局宣布為配合特區政府就悼念前國家領導人江澤民的安排，「香港繽紛冬日巡禮」活動將於12月6日暫停一天，於西九文化區藝術公園的海岸歐陸聖誕小鎮當日會暫時關閉。[110]
- 2022年12月4日，香港六支紀律部隊舉行憲法40周年升旗儀式。為悼念前國家領導人江澤民，國旗及區旗升至旗桿頂後再下半旗。隨後全場默哀一分鐘。[113]
- 2022年12月4日，發展商信和宣布為配合特區政府就悼念前國家領導人江澤民的安排，旗下的屯門市廣場、荃新天地及奧海城暫停播放周一至周三的世界盃足球賽事，周二的部分活動亦會暫停一日，並沒有解釋原因，其帖文引起不少網民感到失望。[114]其後港鐵亦表示車站大堂顯示屏會發放悼念訊息，旗下部分商場會直播追悼大會，所有商場及港鐵管理的辦公室的節日燈飾會停止運作，包括停止播放節日音樂。公司亦安排在港鐵辦公大樓的員工收看追悼大會直播，港鐵公司主席歐陽伯權及行政總裁金澤培將會帶領管理層默哀3分鐘。[115]
- 2022年12月5日，金銀業貿易場表示為表達對前國家領導人江澤民的懷念，該貿易場在6日周二上午9時開市後，隨即暫停交易，由行政總裁馮煒能帶領同事默哀3分鐘後恢復交易。[116]而港交所表示，為表達對已故前國家領導人江澤民的深切敬意，將於12月6日追悼大會默哀期間，由上午10點開始暫停中環交易廣場外部顯示屏上的市場數據顯示，直至3分鐘靜默悼念完結為止。同時，港交所行政總裁歐冠昇當天早上將會帶領管理團隊成員於香港金融大會堂默哀3分鐘，所有對外活動及儀式亦將暫停。[117]
- 新鴻基地產宣布旗下六間商場將直播追悼大會（旺角新世紀廣場、葵芳新都會廣場、荃灣廣場、沙田新城市廣場、深水埗V Walk、元朗YOHO MALL）。[118]

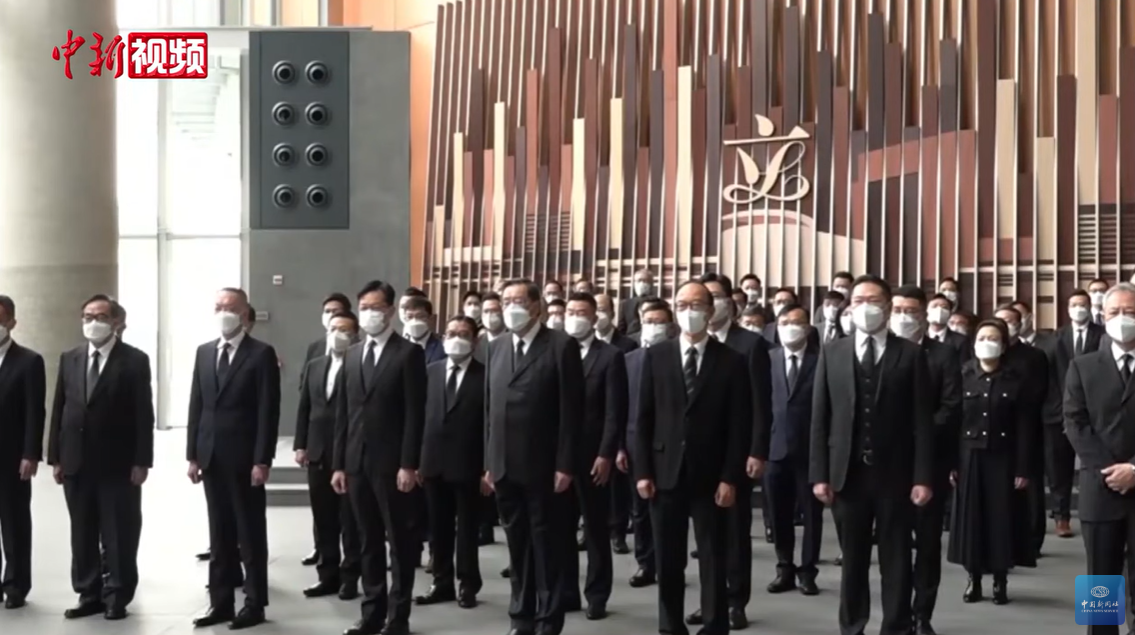
立法會議員在立法会综合大楼地下大堂站立觀看追悼大會
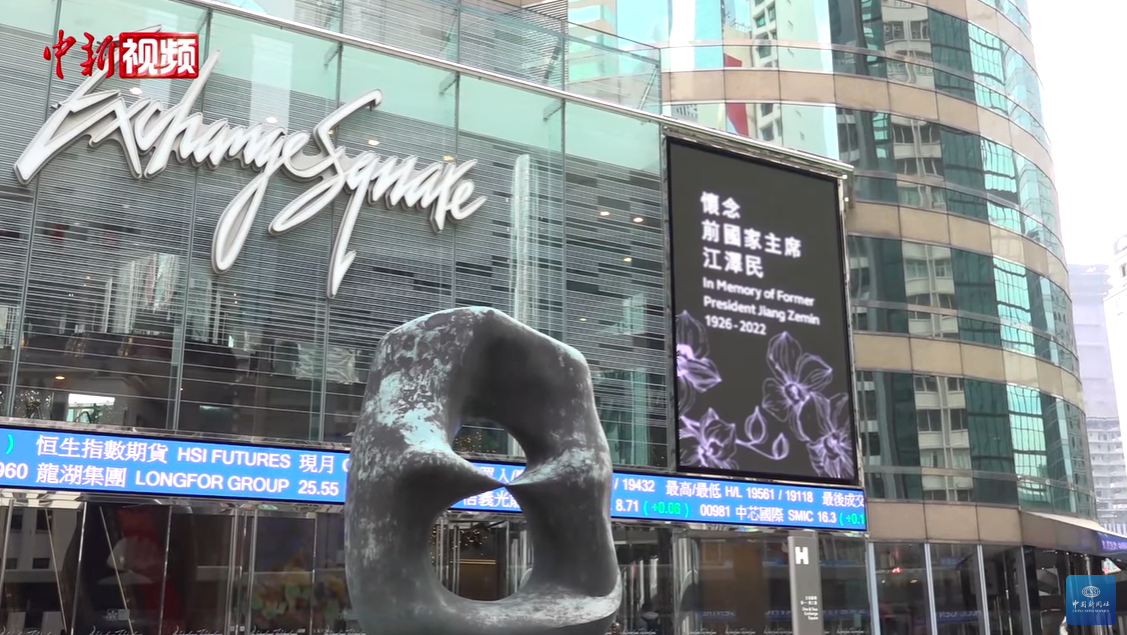
中環交易廣場外的顯示屏暫停顯示市場數據
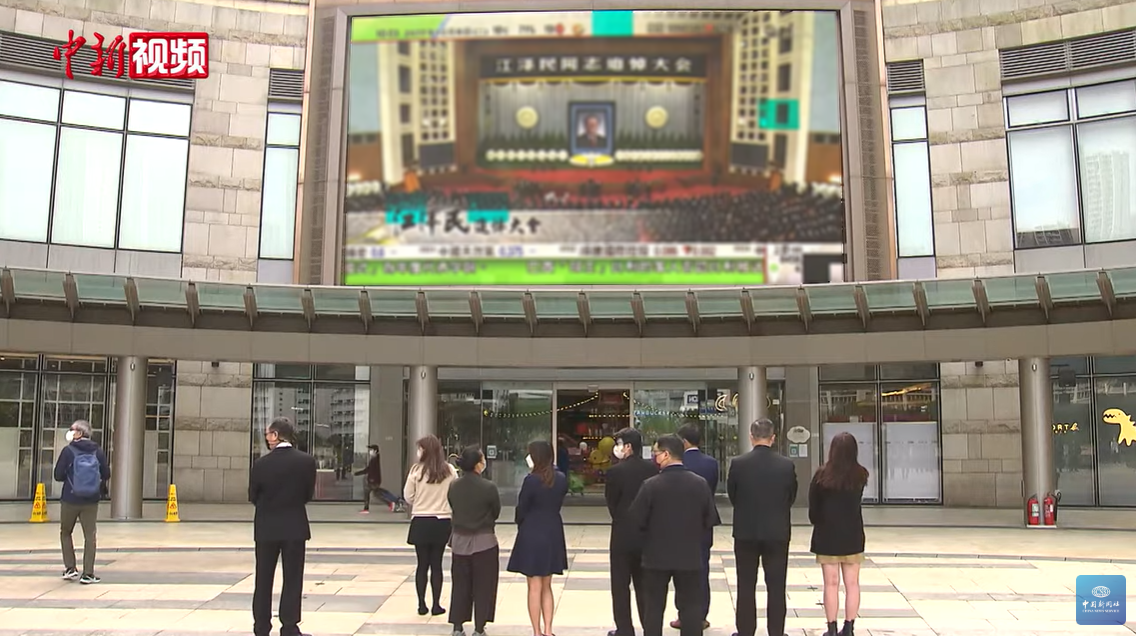
將軍澳PopCorn商場職員在廣場外悼念前中共中央總書記江澤民
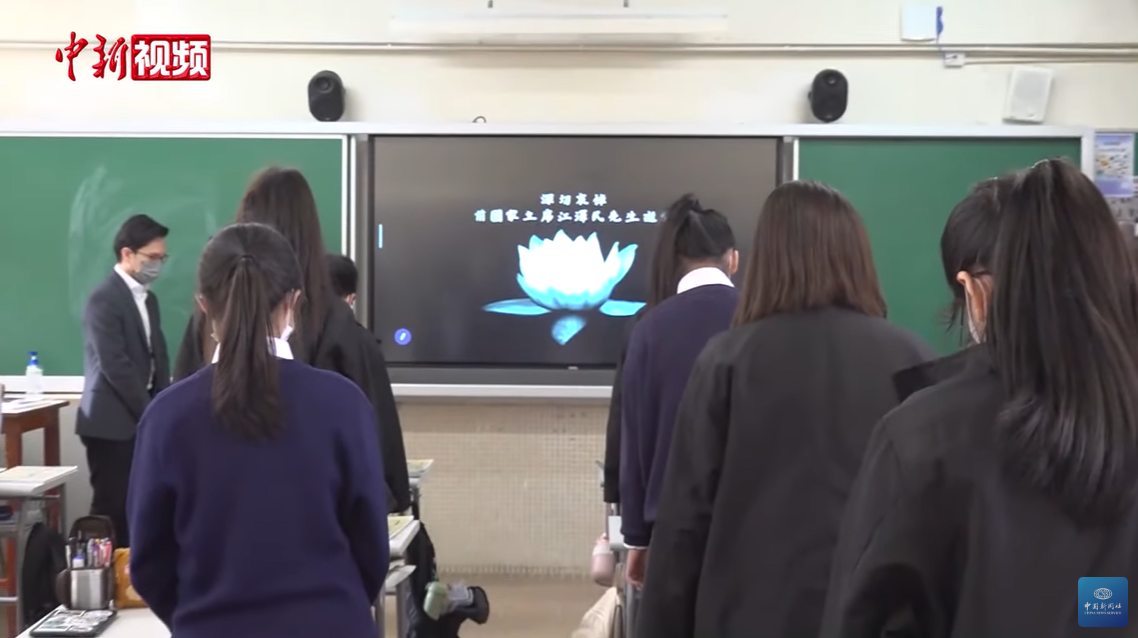
培僑中學學生和教師在課室內進行默哀

#### 澳門特別行政區
- 澳門行政長官賀一誠以特區政府和個人名義，對江澤民逝世表示沉痛哀悼，並向其家人致以誠摯慰問。他表示，江澤民十分關心澳門發展和澳門同胞的生活，在任期間先後兩次到訪澳門，包括出席1999年12月20日中葡兩國政府舉行的澳門政權交接儀式，是澳門最重要的歷史時刻，亦是澳門同胞難以磨滅的記憶；而翌年12月在澳門回歸一周年時重臨澳門，出席一系列活動並與居民親切接觸，音容笑貌歷歷在目。如今他與世長辭，實感悲痛，澳門人將永遠銘記和懷念他為國家和人民所作出的貢獻。[119]
- 中央政府駐澳門聯絡辦公室發公告，宣布將中央政府駐澳門聯絡辦公室在辦機關大樓二樓設靈堂，接待澳門地區各界弔唁。[120]
- 2022年12月1日，行政長官賀一誠、前行政長官及全國政協副主席何厚鏵、澳門中聯辦主任鄭新聰、前行政長官崔世安逐一鞠躬弔唁，各主要官員亦有到場鞠躬致哀。[121]
- 從2022年12月1日至追悼大會舉行之日止，澳門特別行政區及駐外機構國旗及區旗下半旗誌哀。[122]
- 2022年12月3日，澳門特區政府公布，在江澤民追悼大會當天，澳廣視將直播追悼大會，特區政府會組織主要官員、行政會委員、各部門領導等官員，在當天上午集中收看追悼大會和默哀；立法機關和司法機關亦會組織工作人員收看和默哀，全體公務員會參與默哀3分鐘，特區政府的汽車和艦船到時會鳴笛3分鐘致哀。特區政府官員當日不出席任何公共娛樂活動，停止所有由政府舉辦或資助的娛樂及慶祝活動。政府亦呼籲社團機構和各界人士配合，在追悼會當天停止所有娛樂及慶祝活動，和組織員工收看追悼大會及參與默哀。[123]
- 澳門教育及青年發展局會協調全澳高等院校及中小學幼稚園學校，在追悼大會當天下半旗，以及停辦所有慶祝活動，學校亦根據自身條件，安排師生在追悼大會默哀時默哀3分鐘。[124]
- 2022年12月5日，警察總局宣佈為配合澳門特區政府的悼念活動，於前國家領導人江澤民追悼大會舉行期間即12月6日上午10時，全澳四組高點警報系統（分別設於松山燈塔、氹仔大潭山、路環疊石塘山及澳門保安部隊高等學校）將鳴響三分鐘誌哀。[125]
- 澳門各政府部門、澳門日報、力報、澳廣視等澳門多家傳媒、電視台網站首頁與標誌與其社交媒體專頁均改為黑白。

### 中華民國（臺灣）
- 中華民國總統府
  - 針對江澤民逝世，中華民國總統府發言人張惇涵於30日晚表示：「我們有注意到這項消息，也希望家屬節哀珍重。」[126]
- 中國國民黨
  - 中國國民黨主席朱立倫對於江澤民逝世表達哀悼之意，認為「這是一個世紀的結束」，希望家人節哀。[127]
  - 中國國民黨籍新北市市長侯友宜表示「家屬節哀、多多保重」。[128]

### 國際反應

#### 国际和地区組織
- 聯合國
  - 聯合國秘書長安東尼奧·古特雷斯發表聲明，對江澤民逝世表示深切悲痛。他讚揚江澤民堅定不移地倡導國際參與，認為中國取得的巨大經濟進步以及成功加入世界貿易組織是江澤民任內的代表成就，他永遠不會忘記江澤民個人體現出的熱情和開放態度，以及他擔任葡萄牙總理期間與江澤民展開的優異合作，確保了澳門的主權得以順利移交給中國。最後，他最後代表聯合國，向江澤民的家人以及中國政府和人民致以誠摯的慰問。[129]
  - 聯合國安理會就核不擴散問題舉行會議前，全體代表起立，為逝世的江澤民默哀一分鐘。[130]
  - 联合国大会在举行体育促进发展与和平一般辩论会前，联大主席克勒希主持默哀仪式，哀悼江泽民逝世，各国代表起立默哀一分钟。[131]
  - 联合国教科文组织总干事阿祖莱向习近平主席致唁电，就江泽民逝世向江泽民的家人、中国政府和人民表达沉痛悼念和诚挚慰问。阿祖莱高度评价江泽民在通过国际合作促进中国包容性、可持续发展方面扮演的关键角色，充分肯定在江泽民领导下，教科文组织和中国在各领域，特别是在扫盲、职业教育与终身学习、自然和文化遗产保护等方面合作关系的不断深化。联合国教科文组织副总干事曲星代表教科文组织到中国驻法国使馆吊唁。[132]
  - 联合国贸易和发展会议秘书长格林斯潘就江泽民逝世向江泽民同志家属、中国共产党、中国政府和中国人民致以最深切的慰问。
- 欧洲理事会主席夏尔·米歇尔在访华會見習近平期间代表欧盟对江泽民因病逝世表示沉痛哀悼。[133]
- 非洲联盟
  - 非盟委员会主席法基表示，江泽民主席是中国乃至全球政界的杰出人物，他的逝世对中国及中国在全球的朋友来说是巨大的损失，谨代表非盟委员会向中国政府、中国人民及逝者家属致以诚挚慰问。[134]
  - 非盟机构代表、布隆迪前外长阿兰等非盟官员到中国驻非盟使团吊唁。[135]
- 上海合作组织秘书长张明表示，江泽民是享有崇高威望的卓越领导人，是上海合作组织的主要奠基者，在推动成立、发展和壮大上海合作组织的历史贡献不可磨灭。[136]
- 西非国家经济共同体委员会主席图雷就江泽民逝世向江泽民家属、中国共产党、中国政府和中国人民致以最深切的慰问。[137]
- 阿拉伯国家联盟秘书长盖特对江泽民逝世表示深切哀悼，向江泽民同志家属、中国政府和中国人民致以最深切的慰问。[138]
- 博鳌亚洲论坛理事长潘基文对江泽民逝世表示深切哀悼，向江泽民同志家属、中国政府和中国人民致以最深切的慰问。[138]
- 国际电信联盟秘书长赵厚麟就江泽民逝世，向江泽民家属、中国共产党、中国政府和中国人民致以最深切的慰问。[137]
- 国际奥委会主席巴赫对江泽民逝世表示深切哀悼，向江泽民同志家属、中国政府和中国人民致以最深切的慰问。
- 新开发银行行长特罗约等，对江泽民逝世表示深切哀悼，向江泽民同志家属、中国政府和中国人民致以最深切的慰问。
- 国际竹藤组织在官网刊文称：“江泽民先生为国际竹藤组织的筹备、成立和发展，倾注了大量心血，提供了宝贵指导，做出了重要贡献。……江泽民先生的英名和功勋将永载国际竹藤组织史册，我们将永远怀念他！”[139]其官网首页也转为黑白。[140]
- 国际电工委员会通过其官方推特发表声明：“得知江泽民先生逝世的消息，国际电工委员会深感悲痛和遗憾。他是为中国参与国际电工委员会活动做出重大贡献的先驱。”[141]
- 国际足联主席因凡蒂诺对江泽民逝世表示深切哀悼。向江泽民同志家属、中国政府和中国人民致以最深切的慰问。

#### 国家元首、政府及政党领导人
- 朝鲜
  - 朝鮮勞動黨總書記、國務委員長金正恩向中共中央總書記習近平發唁電，深切哀悼日前病逝的江澤民。金正恩指出，江澤民為加強和發展中共及中國付出努力，提出「三個代表」重要思想，為中國特色社會主義建設作出巨大貢獻，又指江澤民支持朝鲜的社會主義事業，為鞏固和發展朝中友誼作出積極努力，功績永垂不朽，希望中國克服悲痛，在社會主義現代化事業中取得更大成就。另外金正恩又向江澤民靈前送花圈，對江澤民逝世表示深切哀悼。[142][143][144][145][146]
  - 2022年12月2日，朝鲜劳动党中央委员会、朝鲜民主主义人民共和国最高人民会议常任委员会、朝鲜民主主义人民共和国内阁、武力机关、各省和中央一级机关干部赴中国驻朝鲜大使馆，吊唁江泽民逝世。[147]
- 南韓
  - 2022年12月2日，韓國總統尹锡悦前往中國駐韓國大使館搭设的灵堂吊唁江泽民，表示「江泽民主席是带领中国实现繁荣发展的伟大领导者，也是韩国和韩国人民的好朋友，谨代表大韩民国政府及人民，向江泽民主席遗属及中国人民致以深切哀悼。」[148]
  - 外交部對江澤民去世表示哀悼，并表示：“韓國政府高度評價江澤民生前為促成韓中建交、推動韓中關係發展做出極大貢獻；韓國政府祈願逝者安息，對其遺屬表示慰問。”[149]
- 日本
  - 內閣總理大臣岸田文雄表示：「得知江澤民閣下逝世的消息後，深感悲痛。江澤民閣下不僅推動改革開放政策爲中國的發展做出了貢獻，1998年還作爲中國國家主席首次正式訪問我國，在日中關係中發揮了重要作用。在此謹祝江澤民閣下安息，同時向遺屬、中國政府及國民表示衷心的哀悼。」[150][151]
  - 自由民主黨前幹事長二階俊博表示：「前國家主席江澤民爲中國的發展做出了巨大貢獻，1998年首次訪問日本，發表了《中日共同宣言》，爲增進兩國友好合作關係做出了巨大貢獻。我擔任運輸大臣的2000年，與以畫家平山鬱夫爲團長的5200名中日文化交流使節團一同訪華時，在人民大會堂熱情迎接，這彷彿是昨天的事情。緬懷江某的功績，並祈求冥福，向遺屬表示哀悼。」
  - 公明黨代表山口那津男表示：「天安門事件後，推進社會主義資本主義化，奠定了今天中國發展的基礎。20多年前訪問中國時，雖然從遠處看到了體格健壯、堂堂正正的風格，但我認爲他發揮出了巨大的影響力，並引領了發展。訪問日本（英语：State visit by Jiang Zemin to Japan）時，雖然也有過令人不快的發言，但爲下一任胡錦濤時代日本企業進軍中國鋪平了道路。考慮到96歲的年齡，是不是已經過了天年呢？」。
  - 立憲民主黨衆議員小澤一郎在新進黨黨首時期曾訪問中國，並與江會談，他表示：「感覺到了一個時代的結束。我懷念着讓我親切交談時的情景。他是懷着發展中國經濟、豐富中國人民生活的強烈願望果斷行動的領導人。作爲負責任的大國，我還想拜託後輩們給予忠告。衷心祈愿冥福。」
- 越南：
  - 越共中央总书记阮富仲、国家主席阮春福、政府总理范明政、国会主席王廷惠向习近平、李克强、栗战书和江泽民家属致唁电。唁电强调，江泽民同志是中国党和国家的杰出领导人，为中国革命事业和特色社会主义建设作出了巨大贡献，同时，为越中关系正常化和促进其发展作出了重要贡献。越南党、国家和人民始终珍视并铭记江泽民同志为两党两国关系作出的巨大贡献。[152]
  - 受越共中央政治局和阮富仲委托，阮春福、范明政等越南党和国家领导人赴中国驻越南使馆吊唁江泽民逝世。
- 蒙古国：2022年12月6日，总理奥云额尔登、外长巴特策策格（英语：Battsetseg Batmunkh）分别到中国驻蒙古大使馆吊唁，代表蒙政府对江泽民逝世表达深切哀悼，强调江泽民主席提出的“三个代表”重要思想为中国发展发挥重要作用，也为蒙中关系翻开历史一页。[153]
- 柬埔寨：
  - 国王西哈莫尼表示，江泽民主席是中国人民的杰出代表、柬埔寨王国和柬埔寨人民的伟大朋友，为柬埔寨重获和平稳定、国家团结以及密切柬中两国之间的兄弟情谊、团结合作作出巨大贡献，将會永远铭记。[134]
  - 首相洪森表示，江泽民主席是中国杰出的政治家，他的卓越领导不仅激励了中国人民，也赢得了国际社会的尊敬。值此悲痛时刻，谨向中国政府和人民致以最深切的哀悼。[134]
- 新加坡：
  - 總統哈莉瑪與總理李顯龍分別向中國國家主席習近平和國務院總理李克強致唁函，對江澤民逝世表示哀悼。李顯龍表示，江澤民帶領中國經歷關鍵發展時期，他的穩健領導能力及對改革開放的決心，對中國融入世界經濟及登上世界舞台起關鍵作用，又談到江澤民1994年國事訪問新加坡時，李顯龍稱自己有幸擔任當時的侍從部長。[154]
  - 副總理兼經濟政策統籌部長王瑞杰在臉書發文悼念中國前領導人江澤民，表示在江先生任期內，中國取得了顯著的增長並融入了全球經濟，這充分說明了他堅定的領導能力和遠見卓識。在新中關係而言，王瑞傑形容江澤民為“新加坡的好朋友”，並感謝他對新中關係發展作出貢獻。[155][156]
- 馬來西亞：
  - 首相拿督斯里安華6日前往中國駐馬來西亞大使館，向已故前中國國家主席江澤民致最後敬意。安華讚揚江澤民在1993至2003年任期內，引領及加強了中國與大馬與東盟關係發揮非凡作用及貢獻良多。他表示：「聽聞江澤民逝世消息，令人深感悲痛和難過。代表馬來西亞政府及人民，請接受我們對中國政府人民深切的哀悼及衷心同情。他在中國改革、開放和現代化進程中的傑出領導和遺產，將永遠銘記心中」。他隨後亦指出「在失去一位傑出政治家的這時刻，我向已故江澤民家屬及中國人民表達哀思和祈禱。」[157]
  -  檳城：由槟州社会发展及非伊斯兰事务行政议员章瑛帶領，槟州政府代表12月5日早前往中国驻槟城总领馆悼念，同时也向中国政府和中国人民致以最深切的慰问。章瑛表示，江泽民是中国近代史上，一名伟大的政治领袖，推动中国大规模的现代化经济发展，打下坚实基础，使中国成为世界数一数二经济强体。[158]
- 泰国：
  - 国王哇集拉隆功表示，江泽民主席不仅是享誉国际的中国领导人，更是深受泰国人民敬重的家人。江泽民主席1999年在泰国的国事访问大幅推动了泰中关系发展。[159]
  - 副总理兼外长敦·帕马威奈曾担任泰国驻中国大使，并于2001年向江泽民主席递交国书。他对江泽民主席的逝世表示深切哀悼。他说，江泽民主席在促进中国经济发展以及提高中国在国际社会的地位方面所作的贡献将會永远铭记。泰国人民感谢他在加强泰中关系方面发挥的积极作用。[160]
- 老挝：
  - 老挝人民革命党总书记、国家主席通伦·西苏里在访华期间会见中共中央总书记习近平时对江泽民逝世表示沉痛哀悼。他表示，「江泽民同志为中国特色社会主义事业作出了重要贡献。江泽民同志是老挝党和人民的亲密朋友，为老中关系发展发挥了重要引领作用。我们对江泽民同志逝世表示沉痛哀悼。」[36]
  - 老挝总理潘坎对江泽民同志逝世表示深切哀悼，向江泽民同志家属、中国政府和中国人民致以最深切的慰问。[159]
- 汶萊：汶萊蘇丹哈桑纳尔·博尔基亚表示，江澤民為提升中國人民生活水平、領導國家成為穩定繁榮經濟體作出重要貢獻，汶方高度讚賞他對加深汶中長久關係作出的貢獻。[161]
- 印度：总统穆尔穆及总理莫迪对江泽民同志逝世表示深切哀悼，向江泽民同志家属、中国政府和中国人民致以最深切的慰问。[159]
- 巴基斯坦：總理夏巴茲·謝里夫到中国驻巴基斯坦使馆吊唁，表示江泽民同志是巴基斯坦伟大的朋友。巴基斯坦人民与中国人民永远站在一起。[162][163]
- 孟加拉國：孟加拉国总理谢赫·哈西娜向习近平致唁函，对江泽民逝世表示深切哀悼，稱“在這悲痛時刻，我們孟加拉國與中國政府和友好的人民站在一起”。哈西娜表示，中孟是享有“战略合作伙伴”的友好关系，两国友好关系在江泽民主席任内得到极大加强，相信将来两国友好双边关系将继续得到繁荣和加强。[164][165]
- 尼泊爾：
  - 總統碧雅·戴維·班達里向國家主席習近平發弔唁，表示尼泊爾失去了一位真正尊貴的朋友。她回憶起1996年江澤民主席在尼泊爾的國事訪問進一步加強了尼中兩國的密切友誼與合作，認為已故江澤民主席是尼泊爾的好朋友和好心人。而根據尼泊爾外交部周四發布的新聞稿稱，德烏帕總理還回顧了已故主席江澤民為鞏固和培育尼中長期友好、友好與合作關係所做的貢獻。[166]
  - 总理德乌帕对江泽民同志逝世表示深切哀悼，向江泽民同志家属、中国政府和中国人民致以最深切的慰问。[159]
- 斯里兰卡：总统维克拉马辛哈、总理古纳瓦德纳到中国驻斯里兰卡使馆吊唁，代表斯里兰卡政府和人民就江泽民同志逝世向中国共产党、中国政府和中国人民表示沉痛哀悼。[163]
- 馬爾代夫：總統易卜拉欣·穆罕默德·萨利赫表示，江澤民促進中國經濟社會快速發展，鞏固中國在國際舞台上重要貢獻者的角色，將作為富有遠見的領導人獲銘記。[161]
- 哈薩克斯坦：總統托卡耶夫表示，江澤民致力於中國國家發展繁榮和國際影響力提升，為鞏固哈中友誼作出重大貢獻，兩國人民會永遠銘記。[161]
- 吉尔吉斯斯坦：总统扎帕罗夫表示，吉方高度评价江泽民先生为中国国家建设和吉中关系发展作出的历史贡献，对其逝世表示沉痛哀悼，向中国人民致以最深切的慰问。[134]
- 塔吉克斯坦：總統埃莫马利·拉赫蒙表示，塔方高度評價江澤民在中國發展及塔中關係的重大貢獻，他的逝世是重大損失。[161]
- 乌兹别克斯坦：总统米尔济约耶夫表示，江泽民先生为发展乌中伙伴关系，推动两国政治、经贸、人文等各领域合作作出重大贡献，乌方将铭记在心。[134]
- 土库曼斯坦：总统谢尔达尔·别尔德穆哈梅多夫表示，江泽民先生推动国家经济社会发展取得巨大成就，大幅提升中国国际声望，其功绩将會载入史册。[134]
- 阿塞拜疆：总统伊利哈姆·阿利耶夫表示，江泽民主席为奠定阿中友好关系和务实合作坚实基础作出卓越贡献，谨向全体中国人民致以最深切的哀悼。[134]
- 沙特阿拉伯：国王萨勒曼、王储兼首相穆罕默德表示，对江泽民主席逝世深表哀悼，对逝者家属以及友好的中国人民致以最诚挚的慰问。[159]
- 阿联酋：总统穆罕默德·本·扎耶德·阿勒纳哈扬、副总统兼总理穆罕默德·本·拉希德·阿勒马克图姆对江泽民同志逝世表示深切哀悼，向江泽民同志家属、中国政府和中国人民致以最深切的慰问。[159]
- 卡塔尔：
  - 埃米尔塔米姆、副埃米尔阿卜杜拉、首相兼内政大臣哈立德对江泽民同志逝世表示深切哀悼，向江泽民同志家属、中国政府和中国人民致以最深切的慰问。
  - 卡塔尔外交事务国务大臣穆莱基代表卡塔尔外交部到中国驻卡塔尔使馆吊唁。[159][167]
- 伊朗：
  - 总统莱希对江泽民同志逝世表示深切哀悼，向江泽民同志家属、中国政府和中国人民致以最深切的慰问。
  - 伊朗副外长纳贾菲到中国驻伊朗使馆吊唁，并表示江泽民先生为中国的发展作出了重大贡献，2002年他对伊朗的国事访问有力推动了伊中关系。[168]
- 伊拉克：
  - 伊拉克总理苏达尼对江泽民同志逝世表示深切哀悼，向江泽民同志家属、中国政府和中国人民致以最深切的慰问。[159]
  - 伊拉克库尔德斯坦共产党总书记卡瓦·马哈茂德说，江泽民同志是中国共产党和国家杰出领导人，坚定不移实施改革开放政策，坚持独立自主的和平外交政策，为维护地区和世界和平稳定作出巨大贡献。“我对江泽民同志逝世表示深切哀悼”。[160]
- 巴勒斯坦：總統馬哈茂德·阿巴斯表示，他和巴勒斯坦人民永遠銘記這位傑出領導者，他是巴勒斯坦人民、事業、合法權利的支持者，巴中關係促進者，巴中建立外交關係的見證者。他謹代表巴勒斯坦和人民並以他個人名義，向中國共產黨、中國政府、友好的中國人民以及逝者家屬致以最深切哀悼。[161]
- 以色列：总统赫尔佐格表示，江泽民先生为中国经济蓬勃发展打下坚实基础。以色列人民不会忘记他为推动以中关系发展作出的重要贡献。[159]
- 亚美尼亚：总统哈恰图良及总理帕什尼扬对江泽民同志逝世表示深切哀悼，向江泽民同志家属、中国政府和中国人民致以最深切的慰问。[159]
- 俄羅斯：
  - 总统致电习近平，表示「江澤民對俄中關係的發展以及把兩國關係上升到信任夥伴國和戰略合作水平做出了寶貴的貢獻」，对江泽民逝世表示“深切哀悼”。[169][162]
  - 俄罗斯联邦安全会议副主席梅德韦杰夫、俄罗斯外交部长拉夫罗夫等到中国驻俄罗斯大使馆吊唁。[170][171]
- 白俄羅斯：
  - 總統盧卡申科表示，江澤民帶領中國人民實現繁榮富強，是白中關係的奠基者，為發展鞏固白中關係作出積極貢獻。[161]
  - 白俄罗斯共产党中央委员会第一书记索科尔表示，白俄罗斯共产党中央委员会谨对江泽民同志逝世表示沉痛哀悼，对江泽民同志的美好回忆将永远留在全世界共产党人心中。[160]
  - 白俄罗斯共产党中央委员会第二书记、中央选举委员会主席、前教育部长卡尔片科表示，惊悉江泽民同志逝世，极为悲痛。江泽民同志为发展白中两国兄弟般的关系作出了巨大贡献。“我谨代表白俄罗斯共和国中央选举委员会并以我个人名义，向中国共产党中央委员会、中国人民、逝者亲友致以慰问，对江泽民同志毕生为之奋斗的建设伟大中国、增进中国人民福祉的事业表示坚定支持。”[160]
- 波兰：总统杜达表示，江泽民先生为中国发展腾飞和改革开放事业所作的贡献将永远为人们所铭记。[159]
- 捷克：总统泽曼表示，江泽民主席推动中国经济改革取得重大成就，其功绩将會载入中国史册，我高度赞赏其促进中国经济发展与稳定的能力。[172]
- 塞尔维亚：总统武契奇到中国驻塞尔维亚使馆吊唁，表示江泽民同志是塞尔维亚伟大的朋友，在塞尔维亚最困难的时刻，给予塞尔维亚强有力的支持。塞尔维亚将永远是中国的“铁杆”朋友。[159]
- 阿尔巴尼亚：总统贝加伊表示，江泽民主席是中华人民共和国资深政治家，也是中国人民的伟大领导人。江泽民主席富有远见卓识，领导中国人民取得了伟大发展成就，使中国成为享有崇高国际地位的国家，也为加强阿中关系做出了卓越贡献。贝加伊还派代表到中国驻阿尔巴尼亚使馆吊唁。[159][173]
- 挪威：挪威國王哈拉爾五世向國家主席習近平發唁电，對江澤民逝世表示深感悲痛，並代表他本人和全體挪威人民向江澤民家屬和全體中國人民表達深切哀悼和同情。[174]
- 芬兰：
  - 总统尼尼斯托对江泽民同志逝世表示深切哀悼，向江泽民同志家属、中国政府和中国人民致以最深切的慰问。
  - 议会议长万哈宁赴中国驻芬兰使馆吊唁，表示将铭记江泽民同志的热情友好品格和取得的成就。[159][175]
- 德国：总统施泰因迈尔表示，江泽民主席在任内给中国带来了深刻影响。他的名字永远同中国经济的腾飞和加入世界贸易组织紧密相连。我们不会忘记他为推动德中关系发展作出的巨大努力。[159]
- 法国：法国外交部秘书长德科特代表法国政府到中国驻法国使馆吊唁，对江泽民同志逝世致以沉痛哀悼，向中国人民表示深切慰问。德科特表示江泽民主席深刻影响了中国改革开放进程，推动中国国际地位显著提升，也为法中关系发展作出了卓越贡献。[176]
- 英国：英国外交发展部国务大臣特里维廉代表英国政府到中国驻英国使馆吊唁，并表示江泽民同志是首位访问英国的中国国家主席，对英中关系发挥了关键作用。[177]
- 古巴：古巴共產黨第一書記、古巴國家主席米圭爾·狄亞士-卡奈對前中共中央總書記、中國國家主席江澤民的离世表示哀悼。他表示：「在尊敬的江澤民同志、傑出的政治家和共產黨領袖、古巴革命的摯友逝世之際，我向中國人民、黨和政府表示最誠摯的哀悼，並向他的家人和朋友致以最誠摯的哀悼。」隨後下達指令，從12月1日至3日下午6时至12时，古巴全国进入哀悼期。[178][179]
- 格林纳达：总督拉格雷纳德到中国驻格林纳达使馆吊唁。[159]
- 尼加拉瓜：总统奥尔特加和副总统穆里略委派议长波拉斯、外长蒙卡达，对华合作牵头人劳雷亚诺到中国驻尼加拉瓜使馆集体吊唁。[159]
- 多米尼克：总理斯凯里特夫妇到中国驻多米尼克使馆吊唁。[159]
- 乌拉圭：总统拉卡列表示，江泽民先生以实际行动践行了他对中国和中国人民的承诺。作为政治家，他的优良品德将成为后世的宝贵财富。[134]
- 玻利维亚：
  - 玻利维亚外交部主管对外关系的副部长马马尼代表玻利维亚政府到中国驻玻利维亚使馆吊唁，并向中国政府和人民致以最深挚和沉痛哀悼。
  - 前总统、执政党主席莫拉莱斯在推特发文，向兄弟的习近平主席和江泽民同志家属致以诚挚慰问，高度评价江泽民同志是中国历史性领导人、伟大政治家和马克思主义战士。
  - 玻利维亚前外长瓦纳库尼受执政党主席莫拉莱斯委托、玻利维亚共产党国际关系书记基罗斯受第一书记门多萨委托，分别作为两党代表到中国驻玻利维亚使馆吊唁。[180]
- 巴西：
  - 总统博索纳罗表示，巴中关系在江泽民主席任内提升为战略伙伴关系，巴西成为第一个与中国建立战略伙伴关系的发展中国家。谨向中国政府和人民致以最诚挚的慰问。[159]
  - 候任总统卢拉表示，在江泽民先生领导下，中国取得非凡发展成就，使成千上万人民摆脱贫困。谨向江泽民先生家人和中国人民致以诚挚慰问。[134]
  - 巴西共产党主席卢西亚娜·桑托斯表示，作为中国共产党第三代中央领导集体的核心，江泽民同志为发展中国特色社会主义事业作出巨大贡献，是“三个代表”重要思想的主要创立者，巴西共产党对江泽民同志的逝世表示哀悼。[160]
- 圭亚那：总统阿里到中国驻圭亚那使馆吊唁，表示江泽民同志是圭亚那的亲密朋友，为推进圭中政治、经济、文化关系发展作出重要贡献。[159]
- 苏里南：总统单多吉到中国驻苏里南使馆吊唁，表示江泽民同志是中国经济社会发展的领导者，也是苏中友好的推动者和见证者。[159]
- 特立尼达和多巴哥：特立尼达和多巴哥外交和加勒比共同体事务部长布朗、能源和能源产业部长兼总理府事务部长杨分别到中国驻特多使馆吊唁。[181]
- 埃及：埃及总统塞西代表、总统府典礼官纳吉姆和埃及外交部亚洲事务司参赞拉法特等到中国驻埃及使馆吊唁。[182]
- 摩洛哥：国王穆罕默德六世表示，江泽民主席为促进中国发展、提高中国国际地位作出了杰出贡献。[159]
- 尼日利亚：
  - 总统布哈里表示，江泽民先生领导中国推进改革开放，走上经济发展道路，向全世界证明了一个国家能够通过自力更生实现经济发展。他在经济领域的领导成就影响深远，将为世人所铭记。[134]
  - 外交部国务部长达达代表尼日利亚政府到中国驻尼日利亚使馆吊唁。尼日利亚国会参议院外事委员会主席布尔卡秋瓦、众议院外事委员会主席雅库布也到中国使馆吊唁。[183]
- 苏丹：
  - 主权委员会主席布尔汉对江泽民同志逝世表示深切哀悼，向江泽民同志家属、中国政府和中国人民致以最深切的慰问。[159]
  - 苏丹外长阿里·萨迪克代表苏丹政府到中国驻苏丹使馆吊唁，并表示江泽民同志为中国发展鞠躬尽瘁，缔造了今天繁荣富强的中国，中国的损失就是苏丹的损失。[184]
- 肯尼亚：总统鲁托表示，卓越政治家江泽民阁下致力于巩固经济繁荣基础，捍卫世界和平，我们向他的亲属、朋友和中国人民表示诚挚的慰问。[134]
- 塞内加尔：总统萨勒表示，深切缅怀江泽民主席并向其缔造的光辉事业致敬，向友好的中国人民表示沉痛哀悼。[134]
- 吉布提：总统盖莱表示，江泽民主席的务实品质、创新精神、卓越才能和高瞻远瞩将铭刻在全世界记忆中。[134]
- 尼日尔：
  - 总统巴祖姆对江泽民同志逝世表示深切哀悼，向江泽民同志家属、中国政府和中国人民致以最深切的慰问。
  - 国民议会议长奥马鲁到中国驻尼日尔使馆吊唁，代表尼国民议会并以个人的名义向中国政府和人民致以诚挚慰问。奥马鲁表示江泽民同志是中国卓越的领导人，为促进中国发展和中尼友谊作出了重要贡献。[159][185]
- 坦桑尼亞：總統薩米婭·蘇盧胡·哈桑在社交網站推特發帖，表示她在得知中華人民共和國第五任主席江澤民逝世的消息後深感悲痛；並向習近平主席閣下、江澤民家人、中國共產黨和中國人民表示最深切的哀悼。[186]
- 加蓬：总理奥苏卡2日代表加蓬总统邦戈和加蓬政府到中国驻加蓬使馆吊唁，向江泽民同志亲属、友好的中国共产党、中国政府和人民致以最深切的哀悼。[163]
- 埃塞俄比亚：
  - 总统萨赫勒-沃克·祖德对江泽民同志逝世表示深切哀悼，向江泽民同志家属、中国政府和中国人民致以最深切的慰问。
  - 埃塞俄比亚联邦议会人民代表院议长塔格西·恰福到中国驻埃塞俄比亚使馆吊唁。[159][187]
- 厄立特里亚：总统伊萨亚斯表示，江泽民主席富有远见，充满智慧，为中国数十年来经济快速增长和国际地位显著提升作出了重大贡献。[159]
- 塞舌尔：总统拉姆卡拉旺表示，江泽民先生成功带领中国实现经济快速增长和社会变革，取得举世瞩目的成就。江泽民先生为今天非中友好合作关系奠定了良好基础。[159]
- 南非：南非国际关系与合作部长潘多尔、前总统姆贝基等南非党政高层代表到中国驻南非使馆吊唁。潘多尔表示，江泽民主席是著名政治人物和楷模，引领伟大中国走上快速发展道路。江泽民主席任内曾于2001年共同主持南中国家双边委员会首次全会，为推动两国友好关系作出积极贡献，这位著名思想家和国家领袖将被铭记。[188]
- 纳米比亚：总统根哥布表示，赞赏江泽民主席对纳米比亚争取独立和社会经济发展作出的难以磨灭的贡献。江泽民主席的逝世不仅是中国人民和中国共产党的损失，也是纳米比亚的损失。[159]
- 毛里求斯：
  - 总理贾格纳特对江泽民同志逝世表示深切哀悼，向江泽民同志家属、中国政府和中国人民致以最深切的慰问。
  - 总统鲁蓬夫妇、总理贾格纳特分别到中国驻毛里求斯使馆吊唁。[159]
- 所罗门群岛：总理索加瓦雷表示，江泽民主席是杰出的中国领导人。所罗门群岛政府和人民同中国人民坚定站在一起，共同哀悼这位伟大领导者的逝世。[159]

- 美国：资深联邦参议员范世丹表示，江泽民主席是转折性的中国领导人，他富有智慧和风趣，为中国经济开放和人民生活水平提高做出众多贡献。[189]

此外，土耳其总统埃尔多安、科威特埃米尔纳瓦夫及王储米沙勒、叙利亚总统巴沙尔、阿曼苏丹海赛姆、巴林国王哈马德、也门总统领导委员会主席阿里米、瑞士联邦主席卡西斯、丹麦女王玛格丽特二世、爱沙尼亚总统卡里斯、斯洛文尼亚总统帕霍尔、保加利亚总统拉德夫、马耳他总统维拉、佛得角总统内韦斯、喀麦隆总统比亚、中非总统图瓦德拉、科摩罗总统阿扎利、几内亚比绍总统恩巴洛、莫桑比克总统纽西、马拉维总统查克维拉、几内亚总统敦布亚、毛里塔尼亚总统加兹瓦尼、利比亚总统委员会主席曼菲、刚果（金）总统齐塞克迪、赤道几内亚总统奥比昂、加蓬总统邦戈、利比里亚总统维阿、安提瓜和巴布达总理布朗、巴布亚新几内亚总理马拉佩、斐济总理姆拜尼马拉马、新西兰总理阿德恩、汤加国王图普六世、基里巴斯总统马茂、瓦努阿图总统武罗巴拉武及总理卡尔萨考等，对江泽民同志逝世表示深切哀悼，向江泽民同志家属、中国政府和中国人民致以最深切的慰问。

#### 驻华使节
- 俄羅斯：俄羅斯駐華大使莫爾古洛夫表示對江澤民逝世表示深切哀悼。他形容江澤民是俄羅斯真誠的朋友，對俄羅斯很了解，「他推動發展中俄關係的個人貢獻巨大，極力促進兩國建立和鞏固信任夥伴關係和戰略協作關係。」[190]
- 以色列：以色列驻华大使馆谨代表以色列政府及以色列人民对中华人民共和国前国家主席、前中共中央总书记江泽民的逝世表示深切哀悼，向逝者亲友致以诚挚慰问。[191]
- 美国：驻华大使伯恩斯说，“美国谨向中国前国家主席江泽民的家人和中国人民表达哀悼之意。江主席在具深远影响的时期，一边努力推进美中关系，一边管理我们之间的分歧——至今其乃持续为必要之事。”[192]
- 英國：駐華大使吳若蘭在社交平台發文，代表英國表示沉痛哀悼。她還表示江澤民與已故英女王伊利沙伯二世同樣出生於1926年，1986年女王訪華期間兩人曾會面。江澤民是首位訪問英國的中國國家領導人，見證香港回歸和中國加入世貿組織。[193]
- 澳大利亚：澳大利亚驻华大使馆在微博发文，对中华人民共和国前国家主席江泽民的逝世表示深切哀悼和慰问。[194]
- 印度：印度駐華大使館在12月1號在微博發文，對江澤民去世表達「最深切的哀悼」。[195][196]

此外，朝鲜、越南、巴基斯坦、柬埔寨、埃及、阿尔及利亚、阿联酋、南非、喀麦隆、塞内加尔、日本、韩国、马来西亚、文莱、孟加拉国、尼泊尔、斯里兰卡、马尔代夫、也门、毛里塔尼亚、叙利亚、土耳其、巴林、伊朗、莱索托、肯尼亚、乌干达、贝宁、尼日利亚、莫桑比克、卢旺达、刚果（金）、马里、圣多美和普林西比、科摩罗、俄罗斯、古巴、美国、法国、英国、白俄罗斯、哈萨克斯坦、巴西、墨西哥、委内瑞拉、汤加、所罗门群岛、德国、新西兰，以及塔吉克斯坦、乌兹别克斯坦、吉尔吉斯斯坦、亚美尼亚、阿塞拜疆、格鲁吉亚、摩尔多瓦、阿根廷、巴拿马、多米尼加、萨尔瓦多、尼加拉瓜、厄瓜多尔、特立尼达和多巴哥、牙买加、巴巴多斯、巴哈马、密克罗尼西亚联邦、意大利、荷兰、奥地利、瑞典、冰岛、拉脱维亚、爱尔兰、卢森堡、捷克、西班牙、爱沙尼亚、波兰、希腊、塞浦路斯、斯洛文尼亚、比利时、挪威、阿尔巴尼亚、加拿大等120多国驻华使节赴外交部吊唁，对江泽民逝世表示沉痛哀悼，高度评价江泽民为中国改革开放发展事业以及为促进世界和平发展所作的贡献。

#### 社会各界
- 馬來西亞：
  - 馬中友好協會會長、前馬來西亞駐中國大使马吉德前往中國駐馬來西亞大使館弔唁。就江澤民逝世，马吉德向中国人民和已故江泽民的家属致以深切的慰问。[198]
  - 馬來西亞一帶一路委員會對中國已故領導人江澤民逝世表達深切的哀悼。該會署理會長拿督林家全指出，江澤民是中國接觸的領導人，在任時積極推動馬中關係，對促進馬中堅固友誼做出重大的貢獻。[199]
  - 2022年12月5日，槟威华校董事联合会前往中国驻槟城总领事馆悼念，并向中国政府和中国人民致以诚挚慰问。[200]
  - 2022年12月5日，马华总会长拿督斯里魏家祥率领马华数位中央领袖到中国驻马大使馆，吊唁已故中国前国家主席江泽民。魏家祥表示，江泽民在任期间，促成了中国经济的高速发展，政治稳定和国家开放，並通过中国驻马使馆向江泽民家属致以深切慰问。[201]
  - 马来西亚各大媒体如《星洲日报》、《中国报》等回顾了江泽民任内和马来西亚的外交关系，并曾在1994年、1997年和1998年三度访马，以及与时任马来西亚首相马哈迪·莫哈末会面的历史时刻[202][203]。
- 英國：
  - 英国华侨华人社团新华联谊会会长杨汉新表示，得知江泽民主席逝世的消息，不禁回想起他在任期间中国发生的巨大变化，感慨万千。他说，江泽民主席1995年在联合国成立50周年特别纪念会议上发表了《让我们共同缔造一个更美好的世界》重要讲话呼吁各国政治家不辜负世界人民的期望，共同缔造一个更美好的世界。讲话产生了深远影响。[160]
  - 长期关注中国和拉美国家关系的英国专家卡洛斯·马丁内斯对江泽民主席大力发展中国与其他社会主义国家的团结、友谊表示赞赏。他回忆说，1993年，江泽民先生在古巴处于革命胜利后最困难时期之时访问古巴，此举为发展两国持续至今的友好关系作出了重大贡献。[160]
- 巴基斯坦：巴基斯坦华侨华人协会会长喇杰廉说，得知江泽民主席逝世的消息，在巴华侨华人非常悲痛。江泽民主席为建设中国特色社会主义、推动改革开放作出了不可磨灭的贡献。在巴华侨华人将化悲痛为力量，做好自己在海外的事业，为实现中华民族伟大复兴的中国梦而奋发努力。[160]
- 越南：越南中国商会胡志明市分会会长赵骞表示，江泽民主席是伟大的政治家、军事家、外交家，是中国特色社会主义伟大事业的杰出领导者。我们将化悲痛为力量，为新时代中越全面战略合作伙伴关系不断迈上新台阶贡献一份力量。
- 土耳其：土耳其中国和平统一促进会会长陈伟表示，江泽民主席是中国特色社会主义伟大事业的杰出领导者，为推进中国改革开放事业作出巨大贡献。在土华侨华人得知江泽民主席逝世消息，心情十分悲痛。我们深切缅怀江泽民主席不可磨灭的丰功伟绩，将继续为全面推进中华民族伟大复兴而团结奋斗。[160]
- 荷蘭：荷兰旅荷华侨总会会长胡伟国说，江泽民主席是中国共产党第三代中央领导集体的核心，“三个代表”重要思想的主要创立者，对中国特色社会主义建设事业贡献巨大。荷兰华侨华人将化悲痛为力量，继续为祖国繁荣昌盛贡献力量。[160]
- 巴西：巴西中国和平统一促进会会长王俊晓表示，惊悉江泽民主席逝世，不胜悲痛。江泽民主席为中国的发展壮大、人民的幸福安康奉献了毕生精力。他是“三个代表”重要思想的主要创立者，为建设中国特色社会主义伟大事业作出巨大贡献。[160]
- 津巴布韋：津巴布韦前驻华大使穆茨万格瓦发表声明说，我对江泽民主席的逝世表示深切哀悼。江泽民主席为津中关系发展作出重大贡献，他是津巴布韦人民的朋友。[160]
- 緬甸：缅甸国际合作部长哥哥莱表示，江泽民先生担任中国国家主席期间，带领中国持续发展，他的逝世对中国是巨大损失。[160]
- 俄羅斯：俄中友好协会副主席、俄罗斯亚太地区研究中心主任、知名汉学家和友华人士谢尔盖·萨纳科耶夫表示，江泽民先生对俄中两国合作发展作出了巨大贡献。他与俄方领导人一起推动俄中合作的相关工作，为俄中两国良好关系发展奠定了坚实基础。[160]
- 法國：中国改革友谊奖章获得者、法国梅里埃基金会主席阿兰·梅里埃说：“我谨就江泽民主席逝世向中国人民致以慰问。我一直记得，1986年，我担任罗讷-阿尔卑斯大区议会第一副主席时，当时的大区议会主席贝罗迪耶先生和时任上海市市长江泽民先生签署了代表合作伙伴协议，协议至今有效。”[160]

### 其他
- 法輪功：法轮功旗下报纸《大紀元時報》用烟花爆竹动图配文字“江澤民死了”悬挂在其网站首页[204]，并宣称“江泽民的一生，是可耻的一生。江泽民当政祸国殃民，贪污腐败泛滥盛行，迫害法轮功制造千古冤案，对中国民众、中华民族乃至世界犯下滔天大罪。江泽民是民族罪人，是历史罪人，他的罪恶必定遭到历史的审判与清算。”[205]法輪功人權律師團發言人朱婉琪表示，“雖然發動對法輪功殘酷迫害的元兇江澤民已死，但將持續追究中共迫害學員的刑責到底。”[206][207]

## 与2019冠状病毒病防疫政策之关联
官方通报的江泽民逝世地点华东医院，位于乌鲁木齐北路和乌鲁木齐中路的交界处，即在上海抗議浪潮附近。
上一次中国社会爆发大规模的抗议浪潮是由前中共中央总书记胡耀邦逝世引起的六四事件，因此江泽民之死被猜测会成为抗议进一步爆发的拐点导火索，但随后抗议声浪随着防疫政策转向放开而逐渐消失。
另有分析指出，江泽民之死未能推动抗议进一步升级，是因为此事本身也有转移舆论关注焦点的作用。